# Albo d'oro dei campionati mondiali di tennistavolo
La prima edizione dei campionati mondiali di tennistavolo risale al 1926, sono stati disputati ogni anno dal 1928 al 1957, quando poi sono diventati un evento a cadenza biennale. Nel 2000 è stata disputata la prima edizione a squadre, a partire dal 2004 i campionati a squadre sono stati organizzati negli anni pari.

## Albo d'oro

### Individuale

#### Maschile
| Anno | Sede              | Oro                  | Argento            | Bronzo              |
| ---- | ----------------- | -------------------- | ------------------ | ------------------- |
| 1926 | Londra            | Roland Jacobi        | Zoltán Mechlovits  | Munio Pillinger     |
| 1926 | Londra            | Roland Jacobi        | Zoltán Mechlovits  | S.R.G. Suppiah      |
| 1928 | Stoccolma         | Zoltán Mechlovits    | Laszlo Bellak      | Paul Flussmann      |
| 1928 | Stoccolma         | Zoltán Mechlovits    | Laszlo Bellak      | Alfred Liebster     |
| 1929 | Budapest          | Fred Perry           | Miklós Szabados    | Adrian Haydon       |
| 1929 | Budapest          | Fred Perry           | Miklós Szabados    | Zoltán Mechlovits   |
| 1930 | Berlino           | Viktor Barna         | Laszlo Bellak      | Lajos Dávid         |
| 1930 | Berlino           | Viktor Barna         | Laszlo Bellak      | Stephen Kelen       |
| 1931 | Budapest          | Miklós Szabados      | Viktor Barna       | Ferenc Kovács       |
| 1931 | Budapest          | Miklós Szabados      | Viktor Barna       | Nikita Madjaroglou  |
| 1932 | Praga             | Viktor Barna         | Miklós Szabados    | István Boros        |
| 1932 | Praga             | Viktor Barna         | Miklós Szabados    | Erwin Kohn          |
| 1933 | Baden             | Viktor Barna         | Stanislav Kolář    | Sándor Glancz       |
| 1933 | Baden             | Viktor Barna         | Stanislav Kolář    | Adrian Haydon       |
| 1934 | Parigi            | Viktor Barna         | Laszlo Bellak      | Tibor Házi          |
| 1934 | Parigi            | Viktor Barna         | Laszlo Bellak      | Miklós Szabados     |
| 1935 | Wembley           | Viktor Barna         | Miklós Szabados    | Alojzy Ehrlich      |
| 1935 | Wembley           | Viktor Barna         | Miklós Szabados    | Erwin Kohn          |
| 1936 | Praga             | Stanislav Kolář      | Alojzy Ehrlich     | Richard Bergmann    |
| 1936 | Praga             | Stanislav Kolář      | Alojzy Ehrlich     | Ferenc Soos         |
| 1937 | Baden             | Richard Bergmann     | Alojzy Ehrlich     | Hans Hartinger      |
| 1937 | Baden             | Richard Bergmann     | Alojzy Ehrlich     | Ferenc Soos         |
| 1938 | Wembley           | Bohumil Váňa         | Richard Bergmann   | Viktor Barna        |
| 1938 | Wembley           | Bohumil Váňa         | Richard Bergmann   | Tibor Házi          |
| 1939 | Il Cairo          | Richard Bergmann     | Alojzy Ehrlich     | Žarko Dolinar       |
| 1939 | Il Cairo          | Richard Bergmann     | Alojzy Ehrlich     | Bohumil Váňa        |
| 1947 | Parigi            | Bohumil Váňa         | Ferenc Sidó        | Johnny Leach        |
| 1947 | Parigi            | Bohumil Váňa         | Ferenc Sidó        | Lou Pagliaro        |
| 1948 | Wembley           | Richard Bergmann     | Bohumil Váňa       | Guy Amouretti       |
| 1948 | Wembley           | Richard Bergmann     | Bohumil Váňa       | Ivan Andreadis      |
| 1949 | Stoccolma         | Johnny Leach         | Bohumil Váňa       | Marty Reisman       |
| 1949 | Stoccolma         | Johnny Leach         | Bohumil Váňa       | Ferenc Soos         |
| 1950 | Budapest          | Richard Bergmann     | Ferenc Soos        | Ivan Andreadis      |
| 1950 | Budapest          | Richard Bergmann     | Ferenc Soos        | Ferenc Sidó         |
| 1951 | Vienna            | Johnny Leach         | Ivan Andreadis     | Ferenc Sidó         |
| 1951 | Vienna            | Johnny Leach         | Ivan Andreadis     | Václav Tereba       |
| 1952 | Mumbai            | Hiroji Satoh         | József Kóczián     | Guy Amouretti       |
| 1952 | Mumbai            | Hiroji Satoh         | József Kóczián     | René Roothooft      |
| 1953 | Bucarest          | Ferenc Sidó          | Ivan Andreadis     | József Kóczián      |
| 1953 | Bucarest          | Ferenc Sidó          | Ivan Andreadis     | Ladislav Štípek     |
| 1954 | Wembley           | Ichiro Ogimura       | Tage Flisberg      | Ivan Andreadis      |
| 1954 | Wembley           | Ichiro Ogimura       | Tage Flisberg      | Richard Bergmann    |
| 1955 | Utrecht           | Toshiaki Tanaka      | Žarko Dolinar      | Stephen Cafiero     |
| 1955 | Utrecht           | Toshiaki Tanaka      | Žarko Dolinar      | Ferenc Sidó         |
| 1956 | Tokyo             | Ichiro Ogimura       | Toshiaki Tanaka    | Akio Nohira         |
| 1956 | Tokyo             | Ichiro Ogimura       | Toshiaki Tanaka    | Yoshio Tomita       |
| 1957 | Stoccolma         | Toshiaki Tanaka      | Ichiro Ogimura     | Ivan Andreadis      |
| 1957 | Stoccolma         | Toshiaki Tanaka      | Ichiro Ogimura     | Heinz Schneider     |
| 1959 | Dortmund          | Rong Guotuan         | Ferenc Sidó        | Dick Miles          |
| 1959 | Dortmund          | Rong Guotuan         | Ferenc Sidó        | Ichiro Ogimura      |
| 1961 | Pechino           | Zhuang Zedong        | Li Furong          | Xu Yinsheng         |
| 1961 | Pechino           | Zhuang Zedong        | Li Furong          | Zhang Xielin        |
| 1963 | Praga             | Zhuang Zedong        | Li Furong          | Wang Zhiliang       |
| 1963 | Praga             | Zhuang Zedong        | Li Furong          | Zhang Xielin        |
| 1965 | Lubiana           | Zhuang Zedong        | Li Furong          | Eberhard Schöler    |
| 1965 | Lubiana           | Zhuang Zedong        | Li Furong          | Zhou Lansun         |
| 1967 | Stoccolma         | Nobuhiko Hasegawa    | Mitsuru Kono       | Koji Kimura         |
| 1967 | Stoccolma         | Nobuhiko Hasegawa    | Mitsuru Kono       | Eberhard Schöler    |
| 1969 | Monaco di Baviera | Shigeo Itoh          | Eberhard Schöler   | Kenji Kasai         |
| 1969 | Monaco di Baviera | Shigeo Itoh          | Eberhard Schöler   | Tokio Tasaka        |
| 1971 | Nagoya            | Stellan Bengtsson    | Shigeo Itoh        | Dragutin Šurbek     |
| 1971 | Nagoya            | Stellan Bengtsson    | Shigeo Itoh        | Xi Enting           |
| 1973 | Sarajevo          | Xi Enting            | Kjell Johansson    | Antun Stipančić     |
| 1973 | Sarajevo          | Xi Enting            | Kjell Johansson    | Dragutin Šurbek     |
| 1975 | Calcutta          | István Jónyer        | Antun Stipančić    | Mitsuru Kono        |
| 1975 | Calcutta          | István Jónyer        | Antun Stipančić    | Norio Takashima     |
| 1977 | Birmingham        | Mitsuru Kono         | Guo Yuehua         | Huang Liang         |
| 1977 | Birmingham        | Mitsuru Kono         | Guo Yuehua         | Liang Geliang       |
| 1979 | Pyongyang         | Seiji Ono            | Guo Yuehua         | Li Zhenshi          |
| 1979 | Pyongyang         | Seiji Ono            | Guo Yuehua         | Liang Geliang       |
| 1981 | Novi Sad          | Guo Yuehua           | Cai Zhenhua        | Stellan Bengtsson   |
| 1981 | Novi Sad          | Guo Yuehua           | Cai Zhenhua        | Dragutin Šurbek     |
| 1983 | Tokyo             | Guo Yuehua           | Cai Zhenhua        | Jiang Jialiang      |
| 1983 | Tokyo             | Guo Yuehua           | Cai Zhenhua        | Wang Huiyuan        |
| 1985 | Göteborg          | Jiang Jialiang       | Chen Longcan       | Lo Chuen Tsung      |
| 1985 | Göteborg          | Jiang Jialiang       | Chen Longcan       | Teng Yi             |
| 1987 | Nuova Delhi       | Jiang Jialiang       | Jan-Ove Waldner    | Chen Xinhua         |
| 1987 | Nuova Delhi       | Jiang Jialiang       | Jan-Ove Waldner    | Teng Yi             |
| 1989 | Dortmund          | Jan-Ove Waldner      | Jörgen Persson     | Andrzej Grubba      |
| 1989 | Dortmund          | Jan-Ove Waldner      | Jörgen Persson     | Yu Shentong         |
| 1991 | Chiba             | Jörgen Persson       | Jan-Ove Waldner    | Kim Taek-soo        |
| 1991 | Chiba             | Jörgen Persson       | Jan-Ove Waldner    | Ma Wenge            |
| 1993 | Göteborg          | Jean-Philippe Gatien | Jean-Michel Saive  | Zoran Primorac      |
| 1993 | Göteborg          | Jean-Philippe Gatien | Jean-Michel Saive  | Jan-Ove Waldner     |
| 1995 | Tientsin          | Kong Linghui         | Liu Guoliang       | Ding Song           |
| 1995 | Tientsin          | Kong Linghui         | Liu Guoliang       | Wang Tao            |
| 1997 | Manchester        | Jan-Ove Waldner      | Uladzimir Samsonaŭ | Kong Linghui        |
| 1997 | Manchester        | Jan-Ove Waldner      | Uladzimir Samsonaŭ | Yan Sen             |
| 1999 | Eindhoven         | Liu Guoliang         | Ma Lin             | Werner Schlager     |
| 1999 | Eindhoven         | Liu Guoliang         | Ma Lin             | Jan-Ove Waldner     |
| 2001 | Osaka             | Wang Liqin           | Kong Linghui       | Chiang Peng-lung    |
| 2001 | Osaka             | Wang Liqin           | Kong Linghui       | Ma Lin              |
| 2003 | Parigi            | Werner Schlager      | Joo Se-hyuk        | Kong Linghui        |
| 2003 | Parigi            | Werner Schlager      | Joo Se-hyuk        | Kallinikos Kreangka |
| 2005 | Shanghai          | Wang Liqin           | Ma Lin             | Michael Maze        |
| 2005 | Shanghai          | Wang Liqin           | Ma Lin             | Oh Sang-eun         |
| 2007 | Zagabria          | Wang Liqin           | Ma Lin             | Ryu Seung-min       |
| 2007 | Zagabria          | Wang Liqin           | Ma Lin             | Wang Hao            |
| 2009 | Yokohama          | Wang Hao             | Wang Liqin         | Ma Lin              |
| 2009 | Yokohama          | Wang Hao             | Wang Liqin         | Ma Long             |
| 2011 | Rotterdam         | Zhang Jike           | Wang Hao           | Timo Boll           |
| 2011 | Rotterdam         | Zhang Jike           | Wang Hao           | Ma Long             |
| 2013 | Parigi            | Zhang Jike           | Wang Hao           | Ma Long             |
| 2013 | Parigi            | Zhang Jike           | Wang Hao           | Xu Xin              |
| 2015 | Suzhou            | Ma Long              | Fang Bo            | Fan Zhendong        |
| 2015 | Suzhou            | Ma Long              | Fang Bo            | Zhang Jike          |
| 2017 | Düsseldorf        | Ma Long              | Fan Zhendong       | Lee Sang-su         |
| 2017 | Düsseldorf        | Ma Long              | Fan Zhendong       | Xu Xin              |
| 2019 | Budapest          | Ma Long              | Mattias Falck      | An Jae-hyun         |
| 2019 | Budapest          | Ma Long              | Mattias Falck      | Liang Jingkun       |
| 2021 | Houston           | Fan Zhendong         | Truls Möregårdh    | Timo Boll           |
| 2021 | Houston           | Fan Zhendong         | Truls Möregårdh    | Liang Jingkun       |
| 2023 | Durban            | Fan Zhendong         | Wang Chuqin        | Liang Jingkun       |
| 2023 | Durban            | Fan Zhendong         | Wang Chuqin        | Ma Long             |

#### Femminile
| Anno | Sede              | Oro                         | Argento              | Bronzo                     |
| ---- | ----------------- | --------------------------- | -------------------- | -------------------------- |
| 1926 | Londra            | Mária Mednyánszky           | Doris Gubbins        | Anastasia Flussmann        |
| 1926 | Londra            | Mária Mednyánszky           | Doris Gubbins        | Winifred Land              |
| 1928 | Stoccolma         | Mária Mednyánszky           | Erika Metzger        | Doris Gubbins              |
| 1928 | Stoccolma         | Mária Mednyánszky           | Erika Metzger        | Joan Ingram                |
| 1929 | Budapest          | Mária Mednyánszky           | Gertrude Wildam      | Magda Gál                  |
| 1929 | Budapest          | Mária Mednyánszky           | Gertrude Wildam      | Anna Sipos                 |
| 1930 | Berlino           | Mária Mednyánszky           | Anna Sipos           | Josefine Kolbe             |
| 1930 | Berlino           | Mária Mednyánszky           | Anna Sipos           | Gertrude Wildam            |
| 1931 | Budapest          | Mária Mednyánszky           | Mona Muller-Rüster   | Magda Gál                  |
| 1931 | Budapest          | Mária Mednyánszky           | Mona Muller-Rüster   | Anna Sipos                 |
| 1932 | Praga             | Anna Sipos                  | Mária Mednyánszky    | Magda Gál                  |
| 1932 | Praga             | Anna Sipos                  | Mária Mednyánszky    | Marie Šmídová              |
| 1933 | Baden             | Anna Sipos                  | Mária Mednyánszky    | Magda Gál                  |
| 1933 | Baden             | Anna Sipos                  | Mária Mednyánszky    | Astrid Krebsbach           |
| 1934 | Parigi            | Marie Kettnerová            | Astrid Krebsbach     | Dora Emdin                 |
| 1934 | Parigi            | Marie Kettnerová            | Astrid Krebsbach     | Magda Gál                  |
| 1935 | Wembley           | Marie Kettnerová            | Magda Gál            | Marcelle Delacour          |
| 1935 | Wembley           | Marie Kettnerová            | Magda Gál            | Marie Šmídová              |
| 1936 | Praga             | Ruth Aarons                 | Astrid Krebsbach     | Marie Kettnerová           |
| 1936 | Praga             | Ruth Aarons                 | Astrid Krebsbach     | Marie Šmídová              |
| 1937 | Baden             | Ruth Aarons Gertrude Pritzi | Non assegnato        | Hilde Bussmann             |
| 1937 | Baden             | Ruth Aarons Gertrude Pritzi | Non assegnato        | Marie Kettnerová           |
| 1938 | Wembley           | Gertrude Pritzi             | Vlasta Depetrisová   | Betty Henry                |
| 1938 | Wembley           | Gertrude Pritzi             | Vlasta Depetrisová   | Věra Votrubcová            |
| 1939 | Il Cairo          | Vlasta Depetrisová          | Gertrude Pritzi      | Marie Kettnerová           |
| 1939 | Il Cairo          | Vlasta Depetrisová          | Gertrude Pritzi      | Samiha Naili               |
| 1947 | Parigi            | Gizella Farkas              | Elizabeth Blackbourn | Vera Dace                  |
| 1947 | Parigi            | Gizella Farkas              | Elizabeth Blackbourn | Gertrude Pritzi            |
| 1948 | Wembley           | Gizella Farkas              | Vera Thomas          | Vlasta Depetrisová-Pokorna |
| 1948 | Wembley           | Gizella Farkas              | Vera Thomas          | Angelica Rozeanu           |
| 1949 | Stoccolma         | Gizella Farkas              | Kveta Hrusakova      | Gertrude Pritzi            |
| 1949 | Stoccolma         | Gizella Farkas              | Kveta Hrusakova      | Thelma Thall               |
| 1950 | Budapest          | Angelica Rozeanu            | Gizella Farkas       | Rozsi Karpati              |
| 1950 | Budapest          | Angelica Rozeanu            | Gizella Farkas       | Sari Szasz                 |
| 1951 | Vienna            | Angelica Rozeanu            | Gizella Farkas       | Gertrude Pritzi            |
| 1951 | Vienna            | Angelica Rozeanu            | Gizella Farkas       | Leah Thall                 |
| 1952 | Mumbai            | Angelica Rozeanu            | Gizella Farkas       | Rosalind Rowe              |
| 1952 | Mumbai            | Angelica Rozeanu            | Gizella Farkas       | Ermelinde Wertl            |
| 1953 | Bucarest          | Angelica Rozeanu            | Gizella Gervai       | Diane Rowe                 |
| 1953 | Bucarest          | Angelica Rozeanu            | Gizella Gervai       | Rosalind Rowe              |
| 1954 | Wembley           | Angelica Rozeanu            | Yoshiko Tanaka       | Fujie Eguchi               |
| 1954 | Wembley           | Angelica Rozeanu            | Yoshiko Tanaka       | Éva Kóczián                |
| 1955 | Utrecht           | Angelica Rozeanu            | Ermelinde Wertl      | Éva Kóczián                |
| 1955 | Utrecht           | Angelica Rozeanu            | Ermelinde Wertl      | Kiiko Watanabe             |
| 1956 | Tokyo             | Tomie Okawa                 | Kiiko Watanabe       | Fujie Eguchi               |
| 1956 | Tokyo             | Tomie Okawa                 | Kiiko Watanabe       | Ella Zeller                |
| 1957 | Stoccolma         | Fujie Eguchi                | Ann Haydon           | Kiiko Watanabe             |
| 1957 | Stoccolma         | Fujie Eguchi                | Ann Haydon           | Ella Zeller                |
| 1959 | Dortmund          | Kimiyo Matsuzaki            | Fujie Eguchi         | Éva Kóczián                |
| 1959 | Dortmund          | Kimiyo Matsuzaki            | Fujie Eguchi         | Qiu Zhonghui               |
| 1961 | Pechino           | Qiu Zhonghui                | Éva Kóczián          | Kimiyo Matsuzaki           |
| 1961 | Pechino           | Qiu Zhonghui                | Éva Kóczián          | Wang Jian                  |
| 1963 | Praga             | Kimiyo Matsuzaki            | Maria Alexandru      | Ella Constantinescu        |
| 1963 | Praga             | Kimiyo Matsuzaki            | Maria Alexandru      | Sun Meiying                |
| 1965 | Lubiana           | Naoko Fukatsu               | Lin Huiqing          | Li Li                      |
| 1965 | Lubiana           | Naoko Fukatsu               | Lin Huiqing          | Noriko Yamanaka            |
| 1967 | Stoccolma         | Sachiko Morisawa            | Naoko Fukatsu        | Zoja Rudnova               |
| 1967 | Stoccolma         | Sachiko Morisawa            | Naoko Fukatsu        | Noriko Yamanaka            |
| 1969 | Monaco di Baviera | Toshiko Kowada              | Gabriele Geissler    | Maria Alexandru            |
| 1969 | Monaco di Baviera | Toshiko Kowada              | Gabriele Geissler    | Miho Hamada                |
| 1971 | Nagoya            | Lin Huiqing                 | Zheng Minzhi         | Li Li                      |
| 1971 | Nagoya            | Lin Huiqing                 | Zheng Minzhi         | Ilona Voštová              |
| 1973 | Sarajevo          | Hu Yulan                    | Alice Grófová        | Park Mi-ra                 |
| 1973 | Sarajevo          | Hu Yulan                    | Alice Grófová        | Zhang Li                   |
| 1975 | Calcutta          | Pak Yung-sun                | Zhang Li             | Tatiana Ferdman            |
| 1975 | Calcutta          | Pak Yung-sun                | Zhang Li             | Ge Xin'ai                  |
| 1977 | Birmingham        | Pak Yung-sun                | Zhang Li             | Ge Xin'ai                  |
| 1977 | Birmingham        | Pak Yung-sun                | Zhang Li             | Zhang Deying               |
| 1979 | Pyongyang         | Ge Xin'ai                   | Li Song-suk          | Tong Ling                  |
| 1979 | Pyongyang         | Ge Xin'ai                   | Li Song-suk          | Zhang Deying               |
| 1981 | Novi Sad          | Tong Ling                   | Cao Yanhua           | Lee Soo-ja                 |
| 1981 | Novi Sad          | Tong Ling                   | Cao Yanhua           | Zhang Deying               |
| 1983 | Tokyo             | Cao Yanhua                  | Yang Young-ja        | Huang Junqun               |
| 1983 | Tokyo             | Cao Yanhua                  | Yang Young-ja        | Qi Baoxiang                |
| 1985 | Göteborg          | Cao Yanhua                  | Geng Lijuan          | Dai Lili                   |
| 1985 | Göteborg          | Cao Yanhua                  | Geng Lijuan          | Qi Baoxiang                |
| 1987 | Nuova Delhi       | He Zhili                    | Yang Young-ja        | Dai Lili                   |
| 1987 | Nuova Delhi       | He Zhili                    | Yang Young-ja        | Guan Jianhua               |
| 1989 | Dortmund          | Qiao Hong                   | Li Bun-hui           | Chen Jing                  |
| 1989 | Dortmund          | Qiao Hong                   | Li Bun-hui           | Hyun Jung-hwa              |
| 1991 | Chiba             | Deng Yaping                 | Li Bun-hui           | Chan Tan Lui               |
| 1991 | Chiba             | Deng Yaping                 | Li Bun-hui           | Qiao Hong                  |
| 1993 | Göteborg          | Hyun Jung-hwa               | Chen Jing            | Otilia Bădescu             |
| 1993 | Göteborg          | Hyun Jung-hwa               | Chen Jing            | Gao Jun                    |
| 1995 | Tientsin          | Deng Yaping                 | Qiao Hong            | Liu Wei                    |
| 1995 | Tientsin          | Deng Yaping                 | Qiao Hong            | Qiao Yunping               |
| 1997 | Manchester        | Deng Yaping                 | Wang Nan             | Li Ju                      |
| 1997 | Manchester        | Deng Yaping                 | Wang Nan             | Wu Na                      |
| 1999 | Eindhoven         | Wang Nan                    | Zhang Yining         | Li Nan                     |
| 1999 | Eindhoven         | Wang Nan                    | Zhang Yining         | Ryu Ji-hye                 |
| 2001 | Osaka             | Wang Nan                    | Lin Ling             | Kim Yun-mi                 |
| 2001 | Osaka             | Wang Nan                    | Lin Ling             | Zhang Yining               |
| 2003 | Parigi            | Wang Nan                    | Zhang Yining         | Tamara Boroš               |
| 2003 | Parigi            | Wang Nan                    | Zhang Yining         | Li Ju                      |
| 2005 | Shanghai          | Zhang Yining                | Guo Yan              | Guo Yue                    |
| 2005 | Shanghai          | Zhang Yining                | Guo Yan              | Lin Ling                   |
| 2007 | Zagabria          | Guo Yue                     | Li Xiaoxia           | Guo Yan                    |
| 2007 | Zagabria          | Guo Yue                     | Li Xiaoxia           | Zhang Yining               |
| 2009 | Yokohama          | Zhang Yining                | Guo Yue              | Li Xiaoxia                 |
| 2009 | Yokohama          | Zhang Yining                | Guo Yue              | Liu Shiwen                 |
| 2011 | Rotterdam         | Ding Ning                   | Li Xiaoxia           | Guo Yue                    |
| 2011 | Rotterdam         | Ding Ning                   | Li Xiaoxia           | Liu Shiwen                 |
| 2013 | Parigi            | Li Xiaoxia                  | Liu Shiwen           | Ding Ning                  |
| 2013 | Parigi            | Li Xiaoxia                  | Liu Shiwen           | Zhu Yuling                 |
| 2015 | Suzhou            | Ding Ning                   | Liu Shiwen           | Li Xiaoxia                 |
| 2015 | Suzhou            | Ding Ning                   | Liu Shiwen           | Mu Zi                      |
| 2017 | Düsseldorf        | Ding Ning                   | Zhu Yuling           | Miu Hirano                 |
| 2017 | Düsseldorf        | Ding Ning                   | Zhu Yuling           | Liu Shiwen                 |
| 2019 | Budapest          | Liu Shiwen                  | Chen Meng            | Ding Ning                  |
| 2019 | Budapest          | Liu Shiwen                  | Chen Meng            | Wang Manyu                 |
| 2021 | Houston           | Wang Manyu                  | Sun Yingsha          | Chen Meng                  |
| 2021 | Houston           | Wang Manyu                  | Sun Yingsha          | Wang Yidi                  |
| 2023 | Durban            | Sun Yingsha                 | Chen Meng            | Chen Xingtong              |
| 2023 | Durban            | Sun Yingsha                 | Chen Meng            | Hina Hayata                |

### Doppio

#### Maschile
| Anno | Sede              | Oro                               | Argento                             | Bronzo                               |
| ---- | ----------------- | --------------------------------- | ----------------------------------- | ------------------------------------ |
| 1926 | Londra            | Roland Jacobi Daniel Pecsi        | Béla von Kehrling Zoltán Mechlovits | Paul Flussmann Munio Pillinger       |
| 1926 | Londra            | Roland Jacobi Daniel Pecsi        | Béla von Kehrling Zoltán Mechlovits | Cyril Mossford Hedley Penny          |
| 1928 | Stoccolma         | Alfred Liebster Robert Thum       | Charlie Bull Fred Perry             | Laszlo Bellak Sándor Glancz          |
| 1928 | Stoccolma         | Alfred Liebster Robert Thum       | Charlie Bull Fred Perry             | Roland Jacobi Zoltán Mechlovits      |
| 1929 | Budapest          | Viktor Barna Miklós Szabados      | Laszlo Bellak Sándor Glancz         | Charlie Bull Fred Perry              |
| 1929 | Budapest          | Viktor Barna Miklós Szabados      | Laszlo Bellak Sándor Glancz         | István Reti György Szegedi           |
| 1930 | Berlino           | Viktor Barna Miklós Szabados      | Alfred Liebster Robert Thum         | Laszlo Bellak Sándor Glancz          |
| 1930 | Berlino           | Viktor Barna Miklós Szabados      | Alfred Liebster Robert Thum         | Valter Kolmodin Hille Nilsson        |
| 1931 | Budapest          | Viktor Barna Miklós Szabados      | Lajos Dávid Stephen Kelen           | Manfred Feher Alfred Liebster        |
| 1931 | Budapest          | Viktor Barna Miklós Szabados      | Lajos Dávid Stephen Kelen           | Jindřich Lauterbach Karel Svoboda    |
| 1932 | Praga             | Viktor Barna Miklós Szabados      | Laszlo Bellak Sándor Glancz         | István Boros Tibor Házi              |
| 1932 | Praga             | Viktor Barna Miklós Szabados      | Laszlo Bellak Sándor Glancz         | Charlie Bull David Jones             |
| 1933 | Baden             | Viktor Barna Sándor Glancz        | Lajos Dávid Stephen Kelen           | Manfred Feher Alfred Liebster        |
| 1933 | Baden             | Viktor Barna Sándor Glancz        | Lajos Dávid Stephen Kelen           | Paul Flussmann Erwin Kohn            |
| 1934 | Parigi            | Viktor Barna Miklós Szabados      | Sándor Glancz Tibor Házi            | István Boros Béla Nyitrai            |
| 1934 | Parigi            | Viktor Barna Miklós Szabados      | Sándor Glancz Tibor Házi            | Miloslav Hamr Erwin Koln-Korda       |
| 1935 | Wembley           | Viktor Barna Miklós Szabados      | Adrian Haydon Alfred Liebster       | Raoul Bedoc Daniel Guérin            |
| 1935 | Wembley           | Viktor Barna Miklós Szabados      | Adrian Haydon Alfred Liebster       | Laszlo Bellak Stephen Kelen          |
| 1936 | Praga             | Robert Blattner James McClure     | Stanislav Kolář Okter Petrisek      | Karel Fleischner Adolf Šlár          |
| 1936 | Praga             | Robert Blattner James McClure     | Stanislav Kolář Okter Petrisek      | Tibor Házi Ferenc Soos               |
| 1937 | Baden             | Robert Blattner James McClure     | Richard Bergmann Helmut Goebel      | Miloslav Hamr František Hanec Pivec  |
| 1937 | Baden             | Robert Blattner James McClure     | Richard Bergmann Helmut Goebel      | Adolf Šlár Václav Tereba             |
| 1938 | Wembley           | James McClure Sol Schiff          | Viktor Barna Laszlo Bellak          | Eric Filby Hyman Lurie               |
| 1938 | Wembley           | James McClure Sol Schiff          | Viktor Barna Laszlo Bellak          | Stanislav Kolář Václav Tereba        |
| 1939 | Il Cairo          | Viktor Barna Richard Bergmann     | Miloslav Hamr Josef Tartakower      | Raoul Bedoc Michel Haguenauer        |
| 1939 | Il Cairo          | Viktor Barna Richard Bergmann     | Miloslav Hamr Josef Tartakower      | Ken Hyde Hyman Lurie                 |
| 1947 | Parigi            | Adolf Šlár Bohumil Váňa           | Jack Carrington Johnny Leach        | Viktor Barna Adrian Haydon           |
| 1947 | Parigi            | Adolf Šlár Bohumil Váňa           | Jack Carrington Johnny Leach        | Ladislav Štípek Václav Tereba        |
| 1948 | Wembley           | Ladislav Štípek Bohumil Váňa      | Adrian Haydon Ferenc Soos           | Viktor Barna Richard Bergmann        |
| 1948 | Wembley           | Ladislav Štípek Bohumil Váňa      | Adrian Haydon Ferenc Soos           | Heinrich Bednar Herbert Wunsch       |
| 1949 | Stoccolma         | Ivan Andreadis František Tokár    | Ladislav Štípek Bohumil Váňa        | Richard Bergmann Tage Flisberg       |
| 1949 | Stoccolma         | Ivan Andreadis František Tokár    | Ladislav Štípek Bohumil Váňa        | Douglas Cartland Dick Miles          |
| 1950 | Budapest          | Ferenc Sidó Ferenc Soos           | Ivan Andreadis František Tokár      | Ladislav Štípek Bohumil Váňa         |
| 1950 | Budapest          | Ferenc Sidó Ferenc Soos           | Ivan Andreadis František Tokár      | Václav Tereba Josef Turnovský        |
| 1951 | Vienna            | Ivan Andreadis Bohumil Váňa       | József Kóczián Ferenc Sidó          | Jack Carrington Johnny Leach         |
| 1951 | Vienna            | Ivan Andreadis Bohumil Váňa       | József Kóczián Ferenc Sidó          | Ladislav Štípek František Tokár      |
| 1952 | Mumbai            | Norikazu Fujii Tadaki Hayashi     | Richard Bergmann Johnny Leach       | Viktor Barna Adrian Haydon           |
| 1952 | Mumbai            | Norikazu Fujii Tadaki Hayashi     | Richard Bergmann Johnny Leach       | Douglas Cartland Marty Reisman       |
| 1953 | Bucarest          | József Kóczián Ferenc Sidó        | Richard Bergmann Johnny Leach       | Ivan Andreadis Bohumil Váňa          |
| 1953 | Bucarest          | József Kóczián Ferenc Sidó        | Richard Bergmann Johnny Leach       | Viktor Barna Adrian Haydon           |
| 1954 | Wembley           | Žarko Dolinar Vilim Harangozo     | Viktor Barna Michel Haguenauer      | Ichiro Ogimura Yoshio Tomita         |
| 1954 | Wembley           | Žarko Dolinar Vilim Harangozo     | Viktor Barna Michel Haguenauer      | Adolf Šlár Václav Tereba             |
| 1955 | Utrecht           | Ivan Andreadis Ladislav Štípek    | Žarko Dolinar Vilim Harangozo       | József Kóczián Ferenc Sidó           |
| 1955 | Utrecht           | Ivan Andreadis Ladislav Štípek    | Žarko Dolinar Vilim Harangozo       | Ichiro Ogimura Yoshio Tomita         |
| 1956 | Tokyo             | Ichiro Ogimura Yoshio Tomita      | Ivan Andreadis Ladislav Štípek      | Toshiaki Tanaka Keisuke Tsunoda      |
| 1956 | Tokyo             | Ichiro Ogimura Yoshio Tomita      | Ivan Andreadis Ladislav Štípek      | Václav Tereba Ludvík Vyhnanovský     |
| 1957 | Stoccolma         | Ivan Andreadis Ladislav Štípek    | Ichiro Ogimura Toshiaki Tanaka      | Elemér Gyetvai Ferenc Sidó           |
| 1957 | Stoccolma         | Ivan Andreadis Ladislav Štípek    | Ichiro Ogimura Toshiaki Tanaka      | Toshihiko Miyata Keisuke Tsunoda     |
| 1959 | Dortmund          | Teruo Murakami Ichiro Ogimura     | Ladislav Štípek Ludvík Vyhnanovský  | Hans Alsér Åke Rakell                |
| 1959 | Dortmund          | Teruo Murakami Ichiro Ogimura     | Ladislav Štípek Ludvík Vyhnanovský  | Zoltán Berczik László Földy          |
| 1961 | Pechino           | Nobuya Hoshino Koji Kimura        | Zoltán Berczik Ferenc Sidó          | Li Furong Zhuang Zedong              |
| 1961 | Pechino           | Nobuya Hoshino Koji Kimura        | Zoltán Berczik Ferenc Sidó          | Wang Jiasheng Zhou Lansun            |
| 1963 | Praga             | Wang Zhiliang Zhang Xielin        | Xu Yinsheng Zhuang Zedong           | Ken Konaka Keiichi Miki              |
| 1963 | Praga             | Wang Zhiliang Zhang Xielin        | Xu Yinsheng Zhuang Zedong           | Li Furong Wang Jiasheng              |
| 1965 | Lubiana           | Xu Yinsheng Zhuang Zedong         | Wang Zhiliang Zhang Xielin          | Li Furong Wang Jiasheng              |
| 1965 | Lubiana           | Xu Yinsheng Zhuang Zedong         | Wang Zhiliang Zhang Xielin          | Yu Changchun Zhou Lansun             |
| 1967 | Stoccolma         | Hans Alsér Kjell Johansson        | Anatoly Amelin Stanislav Gomozkov   | Nobuhiko Hasegawa Mitsuru Kono       |
| 1967 | Stoccolma         | Hans Alsér Kjell Johansson        | Anatoly Amelin Stanislav Gomozkov   | Vladimir Miko Jaroslav Staněk        |
| 1969 | Monaco di Baviera | Hans Alsér Kjell Johansson        | Nobuhiko Hasegawa Tokio Tasaka      | Anatoly Amelin Stanislav Gomozkov    |
| 1969 | Monaco di Baviera | Hans Alsér Kjell Johansson        | Nobuhiko Hasegawa Tokio Tasaka      | Shigeo Itoh Mitsuru Kono             |
| 1971 | Nagoya            | István Jónyer Tibor Klampár       | Liang Geliang Zhuang Zedong         | Katsuyuki Abe Yujiro Imano           |
| 1971 | Nagoya            | István Jónyer Tibor Klampár       | Liang Geliang Zhuang Zedong         | Nobuhiko Hasegawa Tokio Tasaka       |
| 1973 | Sarajevo          | Stellan Bengtsson Kjell Johansson | István Jónyer Tibor Klampár         | Jean-Denis Constant Jacques Secrétin |
| 1973 | Sarajevo          | Stellan Bengtsson Kjell Johansson | István Jónyer Tibor Klampár         | Antun Stipančić Dragutin Šurbek      |
| 1975 | Calcutta          | Gábor Gergely István Jónyer       | Antun Stipančić Dragutin Šurbek     | Katsuyuki Abe Shigeo Itoh            |
| 1975 | Calcutta          | Gábor Gergely István Jónyer       | Antun Stipančić Dragutin Šurbek     | Jean-Denis Constant Jacques Secrétin |
| 1977 | Birmingham        | Li Zhenshi Liang Geliang          | Huang Liang Lu Yuansheng            | Stellan Bengtsson Kjell Johansson    |
| 1977 | Birmingham        | Li Zhenshi Liang Geliang          | Huang Liang Lu Yuansheng            | Antun Stipančić Dragutin Šurbek      |
| 1979 | Pyongyang         | Antun Stipančić Dragutin Šurbek   | István Jónyer Tibor Klampár         | Guo Yuehua Liang Geliang             |
| 1979 | Pyongyang         | Antun Stipančić Dragutin Šurbek   | István Jónyer Tibor Klampár         | Li Zhenshi Wang Huiyuan              |
| 1981 | Novi Sad          | Cai Zhenhua Li Zhenshi            | Guo Yuehua Xie Saike                | Patrick Birocheau Jacques Secrétin   |
| 1981 | Novi Sad          | Cai Zhenhua Li Zhenshi            | Guo Yuehua Xie Saike                | Antun Stipančić Dragutin Šurbek      |
| 1983 | Tokyo             | Zoran Kalinić Dragutin Šurbek     | Jiang Jialiang Xie Saike            | Hiroyuki Abe Seiji Ono               |
| 1983 | Tokyo             | Zoran Kalinić Dragutin Šurbek     | Jiang Jialiang Xie Saike            | Wang Huiyuan Yang Yuhua              |
| 1985 | Göteborg          | Mikael Appelgren Ulf Carlsson     | Milan Orlowski Jindřich Panský      | Cai Zhenhua Jiang Jialiang           |
| 1985 | Göteborg          | Mikael Appelgren Ulf Carlsson     | Milan Orlowski Jindřich Panský      | Fan Changmao He Zhiwen               |
| 1987 | Nuova Delhi       | Chen Longcan Wei Qingguang        | Ilija Lupulesku Zoran Primorac      | Ahn Jae-hyung Yoo Nam-kyu            |
| 1987 | Nuova Delhi       | Chen Longcan Wei Qingguang        | Ilija Lupulesku Zoran Primorac      | Andrzej Grubba Leszek Kucharski      |
| 1989 | Dortmund          | Steffen Fetzner Jörg Rosskopf     | Zoran Kalinić Leszek Kucharski      | Chen Longcan Wei Qingguang           |
| 1989 | Dortmund          | Steffen Fetzner Jörg Rosskopf     | Zoran Kalinić Leszek Kucharski      | Hui Jun Teng Yi                      |
| 1991 | Chiba             | Peter Karlsson Thomas von Scheele | Lu Lin Wang Tao                     | Erik Lindh Jörgen Persson            |
| 1991 | Chiba             | Peter Karlsson Thomas von Scheele | Lu Lin Wang Tao                     | Andrei Mazunov Dmitrij Mazunov       |
| 1993 | Göteborg          | Lu Lin Wang Tao                   | Ma Wenge Zhang Lei                  | Kim Taek-soo Yoo Nam-kyu             |
| 1993 | Göteborg          | Lu Lin Wang Tao                   | Ma Wenge Zhang Lei                  | Lin Zhigang Liu Guoliang             |
| 1995 | Tientsin          | Lu Lin Wang Tao                   | Zoran Primorac Uladzimir Samsonaŭ   | Damien Eloi Jean-Philippe Gatien     |
| 1995 | Tientsin          | Lu Lin Wang Tao                   | Zoran Primorac Uladzimir Samsonaŭ   | Lin Zhigang Liu Guoliang             |
| 1997 | Manchester        | Kong Linghui Liu Guoliang         | Jörgen Persson Jan-Ove Waldner      | Damien Eloi Jean-Philippe Gatien     |
| 1997 | Manchester        | Kong Linghui Liu Guoliang         | Jörgen Persson Jan-Ove Waldner      | Kōji Matsushita Hiroshi Shibutani    |
| 1999 | Eindhoven         | Kong Linghui Liu Guoliang         | Wang Liqin Yan Sen                  | Kim Taek-soo Park Sang-joon          |
| 1999 | Eindhoven         | Kong Linghui Liu Guoliang         | Wang Liqin Yan Sen                  | Zoran Primorac Uladzimir Samsonaŭ    |
| 2001 | Osaka             | Wang Liqin Yan Sen                | Kong Linghui Liu Guoliang           | Chang Yen-shu Chiang Peng-lung       |
| 2001 | Osaka             | Wang Liqin Yan Sen                | Kong Linghui Liu Guoliang           | Kim Taek-soo Oh Sang-eun             |
| 2003 | Parigi            | Wang Liqin Yan Sen                | Kong Linghui Wang Hao               | Kim Taek-soo Oh Sang-eun             |
| 2003 | Parigi            | Wang Liqin Yan Sen                | Kong Linghui Wang Hao               | Ma Lin Qin Zhijian                   |
| 2005 | Shanghai          | Kong Linghui Wang Hao             | Timo Boll Christian Süß             | Chen Qi Ma Lin                       |
| 2005 | Shanghai          | Kong Linghui Wang Hao             | Timo Boll Christian Süß             | Wang Liqin Yan Sen                   |
| 2007 | Zagabria          | Chen Qi Ma Lin                    | Wang Hao Wang Liqin                 | Chang Yen-shu Chiang Peng-lung       |
| 2007 | Zagabria          | Chen Qi Ma Lin                    | Wang Hao Wang Liqin                 | Ko Lai Chak Li Ching                 |
| 2009 | Yokohama          | Chen Qi Wang Hao                  | Ma Long Xu Xin                      | Hao Shuai Zhang Jike                 |
| 2009 | Yokohama          | Chen Qi Wang Hao                  | Ma Long Xu Xin                      | Seiya Kishikawa Jun Mizutani         |
| 2011 | Rotterdam         | Ma Long Xu Xin                    | Chen Qi Ma Lin                      | Jung Young-sik Kim Min-seok          |
| 2011 | Rotterdam         | Ma Long Xu Xin                    | Chen Qi Ma Lin                      | Wang Hao Zhang Jike                  |
| 2013 | Parigi            | Chen Chien-an Chuang Chih-yuan    | Hao Shuai Ma Lin                    | Seiya Kishikawa Jun Mizutani         |
| 2013 | Parigi            | Chen Chien-an Chuang Chih-yuan    | Hao Shuai Ma Lin                    | Wang Liqin Zhou Yu                   |
| 2015 | Suzhou            | Xu Xin Zhang Jike                 | Fan Zhendong Zhou Yu                | Lee Sang-su Seo Hyun-deok            |
| 2015 | Suzhou            | Xu Xin Zhang Jike                 | Fan Zhendong Zhou Yu                | Kenta Matsudaira Kōki Niwa           |
| 2017 | Düsseldorf        | Fan Zhendong Xu Xin               | Masataka Morizono Yuya Oshima       | Jung Young-sik Lee Sang-su           |
| 2017 | Düsseldorf        | Fan Zhendong Xu Xin               | Masataka Morizono Yuya Oshima       | Kōki Niwa Maharu Yoshimura           |
| 2019 | Budapest          | Ma Long Wang Chuqin               | Ovidiu Ionescu Álvaro Robles        | Tiago Apolónia João Monteiro         |
| 2019 | Budapest          | Ma Long Wang Chuqin               | Ovidiu Ionescu Álvaro Robles        | Liang Jingkun Lin Gaoyuan            |
| 2021 | Houston           | Mattias Falck Kristian Karlsson   | Jang Woo-jin Lim Jong-hoon          | Liang Jingkun Lin Gaoyuan            |
| 2021 | Houston           | Mattias Falck Kristian Karlsson   | Jang Woo-jin Lim Jong-hoon          | Shunsuke Togami Yukiya Uda           |
| 2023 | Durban            | Fan Zhendong Wang Chuqin          | Jang Woo-jin Lim Jong-hoon          | Cho Dae-seong Lee Sang-su            |
| 2023 | Durban            | Fan Zhendong Wang Chuqin          | Jang Woo-jin Lim Jong-hoon          | Patrick Franziska Dimitrij Ovtcharov |

#### Femminile
| Anno | Sede              | Oro                                | Argento                            | Bronzo                               |
| ---- | ----------------- | ---------------------------------- | ---------------------------------- | ------------------------------------ |
| 1928 | Stoccolma         | Fanchette Flamm Mária Mednyánszky  | Doris Gubbins Brenda Sommerville   | Joan Ingram Winifred Land            |
| 1929 | Budapest          | Erika Metzger Mona Rüster          | Fanchette Flamm Gertrude Wildam    | Magda Gál IIona Zádor                |
| 1929 | Budapest          | Erika Metzger Mona Rüster          | Fanchette Flamm Gertrude Wildam    | Mária Mednyánszky Anna Sipos         |
| 1930 | Berlino           | Mária Mednyánszky Anna Sipos       | Magda Gál Márta Komáromi           | Josefine Kolbe Etta Neumann          |
| 1930 | Berlino           | Mária Mednyánszky Anna Sipos       | Magda Gál Márta Komáromi           | Helly Reitzer Gertrude Wildam        |
| 1931 | Budapest          | Mária Mednyánszky Anna Sipos       | Magda Gál Lili Tiszai              | Lili Forbath Helly Reitzer           |
| 1931 | Budapest          | Mária Mednyánszky Anna Sipos       | Magda Gál Lili Tiszai              | Mona Muller-Rüster Marie Šmídová     |
| 1932 | Praga             | Mária Mednyánszky Anna Sipos       | Anna Braunova Marie Šmídová        | Anita Felguth Magda Gál              |
| 1932 | Praga             | Mária Mednyánszky Anna Sipos       | Anna Braunova Marie Šmídová        | Vera Pavlaskova Berta Zdobnicka      |
| 1933 | Baden             | Mária Mednyánszky Anna Sipos       | Magda Gál Emilné Rácz              | Anita Felguth Annemarie Schulz       |
| 1933 | Baden             | Mária Mednyánszky Anna Sipos       | Magda Gál Emilné Rácz              | Jozka Veselska Marie Walterova       |
| 1934 | Parigi            | Mária Mednyánszky Anna Sipos       | Anita Felguth Astrid Krebsbach     | Hilde Bussmann Magda Gál             |
| 1934 | Parigi            | Mária Mednyánszky Anna Sipos       | Anita Felguth Astrid Krebsbach     | Marie Kettnerová Marie Šmídová       |
| 1935 | Wembley           | Mária Mednyánszky Anna Sipos       | Marie Kettnerová Marie Šmídová     | L. Booker Hilde Bussmann             |
| 1935 | Wembley           | Mária Mednyánszky Anna Sipos       | Marie Kettnerová Marie Šmídová     | Anita Felguth Astrid Krebsbach       |
| 1936 | Praga             | Marie Kettnerová Marie Šmídová     | Vlasta Depetrisová Věra Votrubcová | Ruth Aarons Jessie Purves            |
| 1936 | Praga             | Marie Kettnerová Marie Šmídová     | Vlasta Depetrisová Věra Votrubcová | Magda Gál Mária Mednyánszky          |
| 1937 | Baden             | Vlasta Depetrisová Věra Votrubcová | Margaret Osborne Wendy Woodhead    | Lillian Hutchings Stefanie Werle     |
| 1937 | Baden             | Vlasta Depetrisová Věra Votrubcová | Margaret Osborne Wendy Woodhead    | Marie Kettnerová Annemarie Schulz    |
| 1938 | Wembley           | Vlasta Depetrisová Věra Votrubcová | Dora Beregi Ida Ferenczy           | Dora Emdin Margaret Osborne          |
| 1938 | Wembley           | Vlasta Depetrisová Věra Votrubcová | Dora Beregi Ida Ferenczy           | Phyllis Hodgkinson Doris Jordan      |
| 1939 | Il Cairo          | Hilde Bussmann Gertrude Pritzi     | Angelica Adelstein Sari Kolozsvári | Vlasta Depetrisová Věra Votrubcová   |
| 1939 | Il Cairo          | Hilde Bussmann Gertrude Pritzi     | Angelica Adelstein Sari Kolozsvári | Marie Kettnerová Samiha Naili        |
| 1947 | Parigi            | Gizella Farkas Gertrude Pritzi     | Mae Clouther Reba Monness          | Mary Detournay Josee Wouters         |
| 1947 | Parigi            | Gizella Farkas Gertrude Pritzi     | Mae Clouther Reba Monness          | Davida Hawthorn Leah Thall           |
| 1948 | Wembley           | Margaret Franks Vera Thomas        | Dora Beregi Helen Elliot           | Audrey Fowler Irene Lentle           |
| 1948 | Wembley           | Margaret Franks Vera Thomas        | Dora Beregi Helen Elliot           | Leah Thall Thelma Thall              |
| 1949 | Stoccolma         | Helen Elliott Gizella Farkas       | Pinkie Barnes Joan Crosby          | Eliska Fürstova Ida Kotátkova        |
| 1949 | Stoccolma         | Helen Elliott Gizella Farkas       | Pinkie Barnes Joan Crosby          | Rozsi Karpati Erzsébet Mezei         |
| 1950 | Budapest          | Dora Beregi Helen Elliot           | Gizella Farkas Angelica Rozeanu    | Vera Dace Margaret Franks            |
| 1950 | Budapest          | Dora Beregi Helen Elliot           | Gizella Farkas Angelica Rozeanu    | Eliska Fürstova Kveta Hrusakova      |
| 1951 | Vienna            | Diane Rowe Rosalind Rowe           | Angelica Rozeanu Sári Szász        | Gizella Farkas Rozsi Karpati         |
| 1951 | Vienna            | Diane Rowe Rosalind Rowe           | Angelica Rozeanu Sári Szász        | Peggy Ichkoff Leah Thall             |
| 1952 | Mumbai            | Shizuki Narahara Tomie Nishimura   | Diane Rowe Rosalind Rowe           | Helen Elliott Ermelinde Wertl        |
| 1952 | Mumbai            | Shizuki Narahara Tomie Nishimura   | Diane Rowe Rosalind Rowe           | Gizella Farkas Edit Sági             |
| 1953 | Bucarest          | Gizella Gervai Angelica Rozeanu    | Diane Rowe Rosalind Rowe           | Kathleen Best Ermelinde Wertl        |
| 1953 | Bucarest          | Gizella Gervai Angelica Rozeanu    | Diane Rowe Rosalind Rowe           | Zsuzsa Fantusz Edit Sági             |
| 1954 | Wembley           | Diane Rowe Rosalind Rowe           | Kathleen Best Ann Haydon           | Fujie Eguchi Kiiko Watanabe          |
| 1954 | Wembley           | Diane Rowe Rosalind Rowe           | Kathleen Best Ann Haydon           | Gizella Gervai Angelica Rozeanu      |
| 1955 | Utrecht           | Angelica Rozeanu Ella Zeller       | Diane Rowe Rosalind Rowe           | Fujie Eguchi Kiiko Watanabe          |
| 1955 | Utrecht           | Angelica Rozeanu Ella Zeller       | Diane Rowe Rosalind Rowe           | Shizuki Narahara Yoshiko Tanaka      |
| 1956 | Tokyo             | Angelica Rozeanu Ella Zeller       | Fujie Eguchi Kiiko Watanabe        | Ann Haydon Diane Rowe                |
| 1956 | Tokyo             | Angelica Rozeanu Ella Zeller       | Fujie Eguchi Kiiko Watanabe        | Tomie Okawa Yoshiko Tanaka           |
| 1957 | Stoccolma         | Lívia Mossóczy Agnes Simon         | Ann Haydon Diane Rowe              | Helen Elliot Maria Golopenta         |
| 1957 | Stoccolma         | Lívia Mossóczy Agnes Simon         | Ann Haydon Diane Rowe              | Angelica Rozeanu Ella Zeller         |
| 1959 | Dortmund          | Taeko Namba Kazuko Yamaizumi       | Fujie Eguchi Kimiyo Matsuzaki      | Ann Haydon Diane Rowe                |
| 1959 | Dortmund          | Taeko Namba Kazuko Yamaizumi       | Fujie Eguchi Kimiyo Matsuzaki      | Qiu Zhonghui Sun Meiying             |
| 1961 | Pechino           | Maria Alexandru Georgeta Pitică    | Qiu Zhonghui Sun Meiying           | Han Yuzhen Liang Lizhen              |
| 1961 | Pechino           | Maria Alexandru Georgeta Pitică    | Qiu Zhonghui Sun Meiying           | Hu Keming Wang Jian                  |
| 1963 | Praga             | Kimiyo Matsuzaki Masako Seki       | Diane Rowe Mary Shannon            | Kazuko Ito-Yamaizumi Noriko Yamanaka |
| 1963 | Praga             | Kimiyo Matsuzaki Masako Seki       | Diane Rowe Mary Shannon            | Qiu Zhonghui Wang Jian               |
| 1965 | Lubiana           | Lin Huiqing Zheng Minzhi           | Masako Seki Noriko Yamanaka        | Feng Mengya Li Li                    |
| 1965 | Lubiana           | Lin Huiqing Zheng Minzhi           | Masako Seki Noriko Yamanaka        | Li Henan Liang Lizhen                |
| 1967 | Stoccolma         | Saeko Hirota Sachiko Morisawa      | Naoko Fukatsu Noriko Yamanaka      | Svetlana Grinberg Zoja Rudnova       |
| 1967 | Stoccolma         | Saeko Hirota Sachiko Morisawa      | Naoko Fukatsu Noriko Yamanaka      | Erzsebet Jurik Éva Kóczián           |
| 1969 | Monaco di Baviera | Svetlana Grinberg Zoja Rudnova     | Maria Alexandru Eleonora Mihalca   | Choi Hwan-hwan Choi Jung-sook        |
| 1969 | Monaco di Baviera | Svetlana Grinberg Zoja Rudnova     | Maria Alexandru Eleonora Mihalca   | Jitka Karlíková Ilona Voštová        |
| 1971 | Nagoya            | Lin Huiqing Zheng Minzhi           | Mieko Hirano Reiko Sakamoto        | Miho Hamada Yukie Ozeki              |
| 1971 | Nagoya            | Lin Huiqing Zheng Minzhi           | Mieko Hirano Reiko Sakamoto        | Yukiko Kawamorita Setsuko Kobori     |
| 1973 | Sarajevo          | Maria Alexandru Miho Hamada        | Lin Meiqun Qiu Baoqin              | Tazuko Abe Tomie Edano               |
| 1973 | Sarajevo          | Maria Alexandru Miho Hamada        | Lin Meiqun Qiu Baoqin              | Jill Hammersley Beatrix Kisházi      |
| 1975 | Calcutta          | Maria Alexandru Shoko Takahashi    | Lin Meiqun Zhu Xiangyun            | Elmira Antonyan Tatiana Ferdman      |
| 1975 | Calcutta          | Maria Alexandru Shoko Takahashi    | Lin Meiqun Zhu Xiangyun            | Yukie Ozeki Sachiko Yokota           |
| 1977 | Birmingham        | Pak Yong-ok Yang Ying              | Wei Lijie Zhu Xiangyun             | Ge Xin'ai Zhang Li                   |
| 1977 | Birmingham        | Pak Yong-ok Yang Ying              | Wei Lijie Zhu Xiangyun             | Kim Soon-ok Lee Ki-won               |
| 1979 | Pyongyang         | Zhang Deying Zhang Li              | Ge Xin'ai Yan Guili                | Li Song-suk Ro Jong-suk              |
| 1979 | Pyongyang         | Zhang Deying Zhang Li              | Ge Xin'ai Yan Guili                | Erzsebet Palatinus Gordana Perkučin  |
| 1981 | Novi Sad          | Cao Yanhua Zhang Deying            | Pu Qijuan Tong Ling                | An Hae-sook Hwang Nam-sook           |
| 1981 | Novi Sad          | Cao Yanhua Zhang Deying            | Pu Qijuan Tong Ling                | Huang Junqun Yan Guili               |
| 1983 | Tokyo             | Dai Lili Shen Jianping             | Geng Lijuan Huang Junqun           | Cao Yanhua Ni Xialian                |
| 1983 | Tokyo             | Dai Lili Shen Jianping             | Geng Lijuan Huang Junqun           | Pu Qijuan Tong Ling                  |
| 1985 | Göteborg          | Dai Lili Geng Lijuan               | Cao Yanhua Ni Xialian              | Guan Jianhua Tong Ling               |
| 1985 | Göteborg          | Dai Lili Geng Lijuan               | Cao Yanhua Ni Xialian              | Jiao Zhimin Qi Baoxiang              |
| 1987 | Nuova Delhi       | Hyun Jung-hwa Yang Young-ja        | Dai Lili Li Huifen                 | Cho Jung-hui Li Bun-hui              |
| 1987 | Nuova Delhi       | Hyun Jung-hwa Yang Young-ja        | Dai Lili Li Huifen                 | He Zhili Jiao Zhimin                 |
| 1989 | Dortmund          | Deng Yaping Qiao Hong              | Chen Jing Hu Xiaoxin               | Ding Yaping Li Jun                   |
| 1989 | Dortmund          | Deng Yaping Qiao Hong              | Chen Jing Hu Xiaoxin               | Gao Jun Liu Wei                      |
| 1991 | Chiba             | Chen Zihe Gao Jun                  | Deng Yaping Qiao Hong              | Ding Yaping Li Jun                   |
| 1991 | Chiba             | Chen Zihe Gao Jun                  | Deng Yaping Qiao Hong              | Hu Xiaoxin Liu Wei                   |
| 1993 | Göteborg          | Liu Wei Qiao Yunping               | Deng Yaping Qiao Hong              | Chai Po Wa Chan Tan Lui              |
| 1993 | Göteborg          | Liu Wei Qiao Yunping               | Deng Yaping Qiao Hong              | Chen Zihe Gao Jun                    |
| 1995 | Tientsin          | Deng Yaping Qiao Hong              | Liu Wei Qiao Yunping               | Csilla Bátorfi Krisztina Tóth        |
| 1995 | Tientsin          | Deng Yaping Qiao Hong              | Liu Wei Qiao Yunping               | Wang Chen Wu Na                      |
| 1997 | Manchester        | Deng Yaping Yang Ying              | Li Ju Wang Nan                     | Chai Po Wa Qiao Yunping              |
| 1997 | Manchester        | Deng Yaping Yang Ying              | Li Ju Wang Nan                     | Cheng Hongxia Wang Hui               |
| 1999 | Eindhoven         | Li Ju Wang Nan                     | Sun Jin Yang Ying                  | Kim Moo-kyo Park Hae-jung            |
| 1999 | Eindhoven         | Li Ju Wang Nan                     | Sun Jin Yang Ying                  | Zhang Yingying Zhang Yining          |
| 2001 | Osaka             | Li Ju Wang Nan                     | Sun Jin Yang Ying                  | Mayu Kishi-Kawagoe Akiko Takeda      |
| 2001 | Osaka             | Li Ju Wang Nan                     | Sun Jin Yang Ying                  | Zhang Yingying Zhang Yining          |
| 2003 | Parigi            | Wang Nan Zhang Yining              | Guo Yue Niu Jianfeng               | Lee Eun-sil Seok Eun-mi              |
| 2003 | Parigi            | Wang Nan Zhang Yining              | Guo Yue Niu Jianfeng               | Li Jia Li Ju                         |
| 2005 | Shanghai          | Wang Nan Zhang Yining              | Guo Yue Niu Jianfeng               | Bai Yang Guo Yan                     |
| 2005 | Shanghai          | Wang Nan Zhang Yining              | Guo Yue Niu Jianfeng               | Tie Ya Na Zhang Rui                  |
| 2007 | Zagabria          | Wang Nan Zhang Yining              | Guo Yue Li Xiaoxia                 | Kim Kyung-ah Park Mi-young           |
| 2007 | Zagabria          | Wang Nan Zhang Yining              | Guo Yue Li Xiaoxia                 | Li Jiawei Wang Yuegu                 |
| 2009 | Yokohama          | Guo Yue Li Xiaoxia                 | Ding Ning Guo Yan                  | Jiang Huajun Tie Ya Na               |
| 2009 | Yokohama          | Guo Yue Li Xiaoxia                 | Ding Ning Guo Yan                  | Kim Kyung-ah Park Mi-young           |
| 2011 | Rotterdam         | Guo Yue Li Xiaoxia                 | Ding Ning Guo Yan                  | Jiang Huajun Tie Ya Na               |
| 2011 | Rotterdam         | Guo Yue Li Xiaoxia                 | Ding Ning Guo Yan                  | Kim Kyung-ah Park Mi-young           |
| 2013 | Parigi            | Guo Yue Li Xiaoxia                 | Ding Ning Liu Shiwen               | Chen Meng Zhu Yuling                 |
| 2013 | Parigi            | Guo Yue Li Xiaoxia                 | Ding Ning Liu Shiwen               | Feng Tianwei Yu Mengyu               |
| 2015 | Suzhou            | Liu Shiwen Zhu Yuling              | Ding Ning Li Xiaoxia               | Feng Tianwei Yu Mengyu               |
| 2015 | Suzhou            | Liu Shiwen Zhu Yuling              | Ding Ning Li Xiaoxia               | Li Jie Li Qian                       |
| 2017 | Düsseldorf        | Ding Ning Liu Shiwen               | Chen Meng Zhu Yuling               | Feng Tianwei Yu Mengyu               |
| 2017 | Düsseldorf        | Ding Ning Liu Shiwen               | Chen Meng Zhu Yuling               | Hina Hayata Mima Ito                 |
| 2019 | Budapest          | Sun Yingsha Wang Manyu             | Hina Hayata Mima Ito               | Chen Meng Zhu Yuling                 |
| 2019 | Budapest          | Sun Yingsha Wang Manyu             | Hina Hayata Mima Ito               | Honoka Hashimoto Hitomi Sato         |
| 2021 | Houston           | Sun Yingsha Wang Manyu             | Hina Hayata Mima Ito               | Chen Meng Qian Tianyi                |
| 2021 | Houston           | Sun Yingsha Wang Manyu             | Hina Hayata Mima Ito               | Sarah de Nutte Ni Xialian            |
| 2023 | Durban            | Chen Meng Wang Yidi                | Jeon Ji-hee Shin Yu-bin            | Miyuu Kihara Miyu Nagasaki           |
| 2023 | Durban            | Chen Meng Wang Yidi                | Jeon Ji-hee Shin Yu-bin            | Sun Yingsha Wang Manyu               |

#### Misto
| Anno | Sede              | Oro                                 | Argento                           | Bronzo                              |
| ---- | ----------------- | ----------------------------------- | --------------------------------- | ----------------------------------- |
| 1926 | Londra            | Zoltán Mechlovits Mária Mednyánszky | Roland Jacobi Linda Gleeson       | H.A. Bennett Winifred Land          |
| 1926 | Londra            | Zoltán Mechlovits Mária Mednyánszky | Roland Jacobi Linda Gleeson       | Eduard Freudenheim Gertrude Wildam  |
| 1928 | Stoccolma         | Zoltán Mechlovits Mária Mednyánszky | Daniel Pecsi Erika Metzger        | Charles Bull Joan Ingram            |
| 1928 | Stoccolma         | Zoltán Mechlovits Mária Mednyánszky | Daniel Pecsi Erika Metzger        | Fred Perry Winifred Land            |
| 1929 | Budapest          | Stephen Kelen Anna Sipos            | Laszlo Bellak Magda Gál           | Alfred Liebster Gertrude Wildam     |
| 1929 | Budapest          | Stephen Kelen Anna Sipos            | Laszlo Bellak Magda Gál           | Zoltán Mechlovits Mária Mednyánszky |
| 1930 | Berlino           | Miklós Szabados Mária Mednyánszky   | Stephen Kelen Anna Sipos          | Viktor Barna Magda Gál              |
| 1930 | Berlino           | Miklós Szabados Mária Mednyánszky   | Stephen Kelen Anna Sipos          | Sándor Glancz Ingeborg Carnatz      |
| 1931 | Budapest          | Miklós Szabados Mária Mednyánszky   | Viktor Barna Anna Sipos           | Laszlo Bellak Márta Komáromi        |
| 1931 | Budapest          | Miklós Szabados Mária Mednyánszky   | Viktor Barna Anna Sipos           | Sándor Glancz Magda Gál             |
| 1932 | Praga             | Viktor Barna Anna Sipos             | Miklós Szabados Mária Mednyánszky | Sándor Glancz Magda Gál             |
| 1932 | Praga             | Viktor Barna Anna Sipos             | Miklós Szabados Mária Mednyánszky | Jaroslav Jílek Marie Šmídová        |
| 1933 | Baden             | Stephen Kelen Mária Mednyánszky     | Sándor Glancz Magda Gál           | Viktor Barna Anna Sipos             |
| 1933 | Baden             | Stephen Kelen Mária Mednyánszky     | Sándor Glancz Magda Gál           | Nikita Madjaroglou Annemarie Schulz |
| 1934 | Parigi            | Miklós Szabados Mária Mednyánszky   | Viktor Barna Anna Sipos           | Laszlo Bellak Kathleen Berry        |
| 1934 | Parigi            | Miklós Szabados Mária Mednyánszky   | Viktor Barna Anna Sipos           | Stanislav Kolář Marie Šmídová       |
| 1935 | Wembley           | Viktor Barna Anna Sipos             | Stanislav Kolář Marie Kettnerová  | Adrian Haydon Margaret Osborne      |
| 1935 | Wembley           | Viktor Barna Anna Sipos             | Stanislav Kolář Marie Kettnerová  | Miklós Szabados Mária Mednyánszky   |
| 1936 | Praga             | Miloslav Hamr Gertrude Kleinová     | Stephen Kelen Mária Mednyánszky   | Stanislav Kolář Marie Šmídová       |
| 1936 | Praga             | Miloslav Hamr Gertrude Kleinová     | Stephen Kelen Mária Mednyánszky   | Helmut Ullrich Annemarie Schulz     |
| 1937 | Baden             | Bohumil Váňa Věra Votrubcová        | Stanislav Kolář Marie Kettnerová  | Abe Berenbaum Emily Fuller          |
| 1937 | Baden             | Bohumil Váňa Věra Votrubcová        | Stanislav Kolář Marie Kettnerová  | Geza Eros Angelica Adelstein        |
| 1938 | Wembley           | Laszlo Bellak Wendy Woodhead        | Bohumil Váňa Věra Votrubcová      | Alfred Liebster Gertrude Pritzi     |
| 1938 | Wembley           | Laszlo Bellak Wendy Woodhead        | Bohumil Váňa Věra Votrubcová      | Václav Tereba Marie Kettnerová      |
| 1939 | Il Cairo          | Bohumil Váňa Věra Votrubcová        | Václav Tereba Marie Kettnerová    | Marcel Geargoura Hilde Bussmann     |
| 1939 | Il Cairo          | Bohumil Váňa Věra Votrubcová        | Václav Tereba Marie Kettnerová    | Mansour Helmy Gertrude Pritzi       |
| 1947 | Parigi            | Ferenc Soos Gizella Farkas          | Adolf Šlár Vlasta Depetrisová     | Viktor Barna Margaret Franks        |
| 1947 | Parigi            | Ferenc Soos Gizella Farkas          | Adolf Šlár Vlasta Depetrisová     | William Holzrichter Davida Hawthorn |
| 1948 | Wembley           | Dick Miles Thelma Thall             | Bohumil Váňa Vlasta Pokorna       | Richard Bergmann Dora Beregi        |
| 1948 | Wembley           | Dick Miles Thelma Thall             | Bohumil Váňa Vlasta Pokorna       | Ferenc Sidó Angelica Rozeanu        |
| 1949 | Stoccolma         | Ferenc Sidó Gizella Farkas          | Bohumil Váňa Kveta Hrusakova      | Johnny Leach Margaret Franks        |
| 1949 | Stoccolma         | Ferenc Sidó Gizella Farkas          | Bohumil Váňa Kveta Hrusakova      | Marty Reisman Peggy McLean          |
| 1950 | Budapest          | Ferenc Sidó Gizella Farkas          | Bohumil Váňa Kveta Hrusakova      | Ivan Andreadis Eliska Fürstova      |
| 1950 | Budapest          | Ferenc Sidó Gizella Farkas          | Bohumil Váňa Kveta Hrusakova      | Ladislav Štípek Angelica Rozeanu    |
| 1951 | Vienna            | Bohumil Váňa Angelica Rozeanu       | Vilim Harangozo Ermelinde Wertl   | József Kóczián Rozsi Karpati        |
| 1951 | Vienna            | Bohumil Váňa Angelica Rozeanu       | Vilim Harangozo Ermelinde Wertl   | Johnny Leach Diane Rowe             |
| 1952 | Mumbai            | Ferenc Sidó Angelica Rozeanu        | Johnny Leach Diane Rowe           | Viktor Barna Rosalind Rowe          |
| 1952 | Mumbai            | Ferenc Sidó Angelica Rozeanu        | Johnny Leach Diane Rowe           | József Kóczián Gizella Farkas       |
| 1953 | Bucarest          | Ferenc Sidó Angelica Rozeanu        | Žarko Dolinar Ermelinde Wertl     | László Földy Éva Kóczián            |
| 1953 | Bucarest          | Ferenc Sidó Angelica Rozeanu        | Žarko Dolinar Ermelinde Wertl     | József Kóczián Gizella Gervai       |
| 1954 | Wembley           | Ivan Andreadis Gizella Gervai       | Yoshio Tomita Fujie Eguchi        | Viktor Barna Rosalind Rowe          |
| 1954 | Wembley           | Ivan Andreadis Gizella Gervai       | Yoshio Tomita Fujie Eguchi        | Žarko Dolinar Ermelinde Wertl       |
| 1955 | Utrecht           | Kálmán Szepesi Éva Kóczián          | Aubrey Simons Helen Elliot        | Ladislav Štípek Eliska Krejčová     |
| 1955 | Utrecht           | Kálmán Szepesi Éva Kóczián          | Aubrey Simons Helen Elliot        | Toshiaki Tanaka Shizuki Narahara    |
| 1956 | Tokyo             | Erwin Klein Leah Neuberger          | Ivan Andreadis Ann Haydon         | Motoo Fujii Yoshiko Tanaka          |
| 1956 | Tokyo             | Erwin Klein Leah Neuberger          | Ivan Andreadis Ann Haydon         | Toma Reiter Ella Zeller             |
| 1957 | Stoccolma         | Ichiro Ogimura Fujie Eguchi         | Ivan Andreadis Ann Haydon         | Keisuke Tsunoda Taeko Namba         |
| 1957 | Stoccolma         | Ichiro Ogimura Fujie Eguchi         | Ivan Andreadis Ann Haydon         | Ludvík Vyhnanovský Helen Elliot     |
| 1959 | Dortmund          | Ichiro Ogimura Fujie Eguchi         | Teruo Murakami Kimiyo Matsuzaki   | Zoltán Berczik Gizella Lantos       |
| 1959 | Dortmund          | Ichiro Ogimura Fujie Eguchi         | Teruo Murakami Kimiyo Matsuzaki   | Wang Chuanyao Sun Meiying           |
| 1961 | Pechino           | Ichiro Ogimura Kimiyo Matsuzaki     | Li Furong Han Yuzhen              | Nobuya Hoshino Masako Seki          |
| 1961 | Pechino           | Ichiro Ogimura Kimiyo Matsuzaki     | Li Furong Han Yuzhen              | Wang Chuanyao Sun Meiying           |
| 1963 | Praga             | Koji Kimura Kazuko Ito-Yamaizumi    | Keiichi Miki Masako Seki          | János Faházi Éva Kóczián-Földy      |
| 1963 | Praga             | Koji Kimura Kazuko Ito-Yamaizumi    | Keiichi Miki Masako Seki          | Zhuang Zedong Qiu Zhonghui          |
| 1965 | Lubiana           | Koji Kimura Masako Seki             | Zhang Xielin Lin Huiqing          | Ken Konaka Naoko Fukatsu            |
| 1965 | Lubiana           | Koji Kimura Masako Seki             | Zhang Xielin Lin Huiqing          | Zhuang Zedong Liang Lizhen          |
| 1967 | Stoccolma         | Nobuhiko Hasegawa Noriko Yamanaka   | Koji Kimura Naoko Fukatsu         | Anatoly Amelin Zoja Rudnova         |
| 1967 | Stoccolma         | Nobuhiko Hasegawa Noriko Yamanaka   | Koji Kimura Naoko Fukatsu         | Dorin Giurgiuca Maria Alexandru     |
| 1969 | Monaco di Baviera | Nobuhiko Hasegawa Yasuko Konno      | Mitsuru Kono Saeko Hirota         | Shigeo Itoh Toshiko Kowada          |
| 1969 | Monaco di Baviera | Nobuhiko Hasegawa Yasuko Konno      | Mitsuru Kono Saeko Hirota         | Denis Neale Mary Wright             |
| 1971 | Nagoya            | Zhang Xielin Lin Huiqing            | Antun Stipančić Maria Alexandru   | Tokuyasu Nishii Mieko Fukuno        |
| 1971 | Nagoya            | Zhang Xielin Lin Huiqing            | Antun Stipančić Maria Alexandru   | Eberhard Schöler Diane Schöler      |
| 1973 | Sarajevo          | Liang Geliang Li Li                 | Anatoli Strokatov Asta Gedraitite | Josef Dvořáček Alice Grófová        |
| 1973 | Sarajevo          | Liang Geliang Li Li                 | Anatoli Strokatov Asta Gedraitite | Yu Changchun Zheng Huaiying         |
| 1975 | Calcutta          | Stanislav Gomozkov Tatiana Ferdman  | Sarkis Sarchayan Elmira Antonyan  | Shigeo Itoh Yukie Ozeki             |
| 1975 | Calcutta          | Stanislav Gomozkov Tatiana Ferdman  | Sarkis Sarchayan Elmira Antonyan  | Liang Geliang Zhang Li              |
| 1977 | Birmingham        | Jacques Secrétin Claude Bergeret    | Tokio Tasaka Sachiko Yokota       | Lee Sang-kuk Lee Ki-won             |
| 1977 | Birmingham        | Jacques Secrétin Claude Bergeret    | Tokio Tasaka Sachiko Yokota       | Li Zhenshi Yan Guili                |
| 1979 | Pyongyang         | Liang Geliang Ge Xin'ai             | Li Zhenshi Yan Guili              | Jacques Secrétin Claude Bergeret    |
| 1979 | Pyongyang         | Liang Geliang Ge Xin'ai             | Li Zhenshi Yan Guili              | Wang Huiyuan Zhang Deying           |
| 1981 | Novi Sad          | Xie Saike Huang Junqun              | Chen Xinhua Tong Ling             | Huang Liang Pu Qijuan               |
| 1981 | Novi Sad          | Xie Saike Huang Junqun              | Chen Xinhua Tong Ling             | Dragutin Šurbek Branka Batinić      |
| 1983 | Tokyo             | Guo Yuehua Ni Xialian               | Chen Xinhua Tong Ling             | Cai Zhenhua Cao Yanhua              |
| 1983 | Tokyo             | Guo Yuehua Ni Xialian               | Chen Xinhua Tong Ling             | Xie Saike Huang Junqun              |
| 1985 | Göteborg          | Cai Zhenhua Cao Yanhua              | Jindřich Panský Marie Hrachová    | Chen Xinhua Tong Ling               |
| 1985 | Göteborg          | Cai Zhenhua Cao Yanhua              | Jindřich Panský Marie Hrachová    | Fan Changmao Jiao Zhimin            |
| 1987 | Nuova Delhi       | Hui Jun Geng Lijuan                 | Jiang Jialiang Jiao Zhimin        | Ahn Jae-hyung Yang Young-ja         |
| 1987 | Nuova Delhi       | Hui Jun Geng Lijuan                 | Jiang Jialiang Jiao Zhimin        | Wang Hao Guan Jianhua               |
| 1989 | Dortmund          | Yoo Nam-kyu Hyun Jung-hwa           | Zoran Kalinić Gordana Perkučin    | Chen Longcan Chen Jing              |
| 1989 | Dortmund          | Yoo Nam-kyu Hyun Jung-hwa           | Zoran Kalinić Gordana Perkučin    | Chen Zhibin Gao Jun                 |
| 1991 | Chiba             | Wang Tao Liu Wei                    | Xie Chaojie Chen Zihe             | Kim Song-hui Li Bun-hui             |
| 1991 | Chiba             | Wang Tao Liu Wei                    | Xie Chaojie Chen Zihe             | Kallinikos Kreangka Otilia Bădescu  |
| 1993 | Göteborg          | Wang Tao Liu Wei                    | Yoo Nam-kyu Hyun Jung-hwa         | Li Sung-il Yu Sun-bok               |
| 1993 | Göteborg          | Wang Tao Liu Wei                    | Yoo Nam-kyu Hyun Jung-hwa         | Ma Wenge Qiao Yunping               |
| 1995 | Tientsin          | Wang Tao Liu Wei                    | Kong Linghui Deng Yaping          | Lee Chul-seung Ryu Ji-hye           |
| 1995 | Tientsin          | Wang Tao Liu Wei                    | Kong Linghui Deng Yaping          | Erik Lindh Marie Svensson           |
| 1997 | Manchester        | Liu Guoliang Wu Na                  | Kong Linghui Deng Yaping          | Chiang Peng-lung Chen Jing          |
| 1997 | Manchester        | Liu Guoliang Wu Na                  | Kong Linghui Deng Yaping          | Wang Liqin Wang Nan                 |
| 1999 | Eindhoven         | Ma Lin Zhang Yingying               | Feng Zhe Sun Jin                  | Qin Zhijian Yang Ying               |
| 1999 | Eindhoven         | Ma Lin Zhang Yingying               | Feng Zhe Sun Jin                  | Wang Liqin Wang Nan                 |
| 2001 | Osaka             | Qin Zhijian Yang Ying               | Oh Sang-eun Kim Moo-kyo           | Liu Guoliang Sun Jin                |
| 2001 | Osaka             | Qin Zhijian Yang Ying               | Oh Sang-eun Kim Moo-kyo           | Zhan Jian Bai Yang                  |
| 2003 | Parigi            | Ma Lin Wang Nan                     | Liu Guozheng Bai Yang             | Qin Zhijian Niu Jianfeng            |
| 2003 | Parigi            | Ma Lin Wang Nan                     | Liu Guozheng Bai Yang             | Wang Hao Li Nan                     |
| 2005 | Shanghai          | Wang Liqin Guo Yue                  | Liu Guozheng Bai Yang             | Qiu Yike Cao Zhen                   |
| 2005 | Shanghai          | Wang Liqin Guo Yue                  | Liu Guozheng Bai Yang             | Yan Sen Guo Yan                     |
| 2007 | Zagabria          | Wang Liqin Guo Yue                  | Ma Lin Wang Nan                   | Ko Lai Chak Tie Ya Na               |
| 2007 | Zagabria          | Wang Liqin Guo Yue                  | Ma Lin Wang Nan                   | Qiu Yike Cao Zhen                   |
| 2009 | Yokohama          | Li Ping Cao Zhen                    | Zhang Jike Mu Zi                  | Hao Shuai Chang Chenchen            |
| 2009 | Yokohama          | Li Ping Cao Zhen                    | Zhang Jike Mu Zi                  | Zhang Chao Yao Yan                  |
| 2011 | Rotterdam         | Zhang Chao Cao Zhen                 | Hao Shuai Mu Zi                   | Cheung Yuk Jiang Huajun             |
| 2011 | Rotterdam         | Zhang Chao Cao Zhen                 | Hao Shuai Mu Zi                   | Seiya Kishikawa Ai Fukuhara         |
| 2013 | Parigi            | Kim Hyok-bong Kim Jong              | Lee Sang-su Park Young-sook       | Cheung Yuk Jiang Huajun             |
| 2013 | Parigi            | Kim Hyok-bong Kim Jong              | Lee Sang-su Park Young-sook       | Wang Liqin Rao Jingwen              |
| 2015 | Suzhou            | Xu Xin Yang Ha-eun                  | Maharu Yoshimura Kasumi Ishikawa  | Kim Hyok-bong Kim Jong              |
| 2015 | Suzhou            | Xu Xin Yang Ha-eun                  | Maharu Yoshimura Kasumi Ishikawa  | Wong Chun-ting Doo Hoi Kem          |
| 2017 | Düsseldorf        | Maharu Yoshimura Kasumi Ishikawa    | Chen Chien-an Cheng I-ching       | Fang Bo Petrissa Solja              |
| 2017 | Düsseldorf        | Maharu Yoshimura Kasumi Ishikawa    | Chen Chien-an Cheng I-ching       | Wong Chun-ting Doo Hoi Kem          |
| 2019 | Budapest          | Xu Xin Liu Shiwen                   | Maharu Yoshimura Kasumi Ishikawa  | Fan Zhendong Ding Ning              |
| 2019 | Budapest          | Xu Xin Liu Shiwen                   | Maharu Yoshimura Kasumi Ishikawa  | Patrick Franziska Petrissa Solja    |
| 2021 | Houston           | Wang Chuqin Sun Yingsha             | Tomokazu Harimoto Hina Hayata     | Lin Gaoyuan Lily Zhang              |
| 2021 | Houston           | Wang Chuqin Sun Yingsha             | Tomokazu Harimoto Hina Hayata     | Lin Yun-ju Cheng I-ching            |
| 2023 | Durban            | Wang Chuqin Sun Yingsha             | Tomokazu Harimoto Hina Hayata     | Lin Shidong Kuai Man                |
| 2023 | Durban            | Wang Chuqin Sun Yingsha             | Tomokazu Harimoto Hina Hayata     | Wong Chun-ting Doo Hoi Kem          |

### A squadre

#### Maschili
| Anno | Sede              | Oro                                                                                                 | Argento | Bronzo                                                                                         |
| ---- | ----------------- | --------------------------------------------------------------------------------------------------- | --- | ---------------------------------------------------------------------------------------------- |
| 1926 | Londra            | Ungheria Roland Jacobi Béla von Kehrling Zoltán Mechlovits Daniel Pecsi                             | Austria Paul Flussmann Eduard Freudenheim Munio Pillinger | Inghilterra Charles Allwright Bernard Bernstein Percival Bromfield Frank Burls James Thompson  |
| 1926 | Londra            | Ungheria Roland Jacobi Béla von Kehrling Zoltán Mechlovits Daniel Pecsi                             | Austria Paul Flussmann Eduard Freudenheim Munio Pillinger | India Britannica Athar-Ali Fyzee Hassan Ali Fyzee A.M. Peermahomed B.C. Singh S.R.G. Suppiah   |
| 1928 | Stoccolma         | Ungheria Laszlo Bellak Sándor Glancz Roland Jacobi Zoltán Mechlovits Daniel Pecsi                   | Austria Paul Flussmann Alfred Liebster Munio Pillinger Robert Thum | Inghilterra Charles Allwright Charlie Bull Adrian Haydon Charles Mase Fred Perry               |
| 1929 | Budapest          | Ungheria Viktor Barna Sándor Glancz Stephen Kelen Zoltán Mechlovits Miklós Szabados                 | Austria Manfred Feher Paul Flussmann Erwin Kohn Alfred Liebster Robert Thum | Inghilterra Charlie Bull Frank Burls Adrian Haydon Fred Perry Frank Wilde                      |
| 1930 | Berlino           | Ungheria Viktor Barna Laszlo Bellak Lajos Dávid Stephen Kelen Miklós Szabados                       | Svezia Carl-Eric Bulow Valter Kolmodin Hille Nilsson Folke Pettersson Henry Wilbert                                                                                              | Cecoslovacchia Mikuláš Fried Bohumil Hájek Zdeněk Heydušek Antonín Maleček Bedřich Nikodém     |
| 1931 | Budapest          | Ungheria Viktor Barna Laszlo Bellak Lajos Dávid Stephen Kelen Miklós Szabados                       | Cecoslovacchia Stanislav Kolář Jindřich Lauterbach Antonín Maleček Bedřich Nikodém Karel Svoboda Inghilterra Charlie Bull Adrian Haydon David Jones Stanley Proffitt Tommy Sears | Non assegnato                                                                                  |
| 1932 | Praga             | Cecoslovacchia Michael Grobauer Stanislav Kolář Jindřich Lauterbach Antonín Maleček Bedřich Nikodém | Ungheria Viktor Barna Laszlo Bellak Lajos Dávid Stephen Kelen Miklós Szabados | Austria Manfred Feher Paul Flussmann Erwin Kohn Alfred Liebster Robert Thum                    |
| 1933 | Baden             | Ungheria Viktor Barna István Boros Lajos Dávid Sándor Glancz Stephen Kelen                          | Cecoslovacchia Oldřich Blecha Miloslav Hamr Stanislav Kolář Erwin Koln-Korda Karel Svoboda                                                                                       | Austria Manfred Feher Paul Flussmann Erwin Kohn Alfred Liebster Ferry Weiss                    |
| 1933 | Baden             | Ungheria Viktor Barna István Boros Lajos Dávid Sándor Glancz Stephen Kelen                          | Cecoslovacchia Oldřich Blecha Miloslav Hamr Stanislav Kolář Erwin Koln-Korda Karel Svoboda                                                                                       | Inghilterra Alec Brook Adrian Haydon David Jones Andrew Millar Edward Rimer                    |
| 1934 | Parigi            | Ungheria Viktor Barna Laszlo Bellak Lajos Dávid Tibor Házi Miklós Szabados                          | Austria Erwin Kohn Alfred Liebster Karl Schediwy Cecoslovacchia Oldřich Blecha Miloslav Hamr Stanislav Kolář Erwin Koln-Korda Karel Svoboda                                      | Non assegnato                                                                                  |
| 1935 | Wembley           | Ungheria Viktor Barna Laszlo Bellak Tibor Házi Stephen Kelen Miklós Szabados                        | Cecoslovacchia Miloslav Hamr Stanislav Kolář Karel Svoboda Viktor Tobiasch Bohumil Váňa                                                                                          | Austria Erwin Kohn Alfred Liebster Karl Schediwy Ferry Weiss                                   |
| 1935 | Wembley           | Ungheria Viktor Barna Laszlo Bellak Tibor Házi Stephen Kelen Miklós Szabados                        | Cecoslovacchia Miloslav Hamr Stanislav Kolář Karel Svoboda Viktor Tobiasch Bohumil Váňa                                                                                          | Polonia Alojzy Ehrlich Władysław Loewenhertz Simon Pohoryles                                   |
| 1936 | Praga             | Austria Richard Bergmann Helmut Goebel Hans Hartinger Erwin Kohn Alfred Liebster                    | Romania Farkas Paneth Marin Vasile-Goldberger Viktor Vladone | Cecoslovacchia Miloslav Hamr Stanislav Kolář František Hanec Pivec Václav Tereba Bohumil Váňa  |
| 1936 | Praga             | Austria Richard Bergmann Helmut Goebel Hans Hartinger Erwin Kohn Alfred Liebster                    | Romania Farkas Paneth Marin Vasile-Goldberger Viktor Vladone | Francia Raoul Bedoc Charles Dubouillé Daniel Guérin Michel Haguenauer Paul Wolschoefer         |
| 1936 | Praga             | Austria Richard Bergmann Helmut Goebel Hans Hartinger Erwin Kohn Alfred Liebster                    | Romania Farkas Paneth Marin Vasile-Goldberger Viktor Vladone | Ungheria Viktor Barna Laszlo Bellak Tibor Házi Stephen Kelen Miklós Szabados                   |
| 1936 | Praga             | Austria Richard Bergmann Helmut Goebel Hans Hartinger Erwin Kohn Alfred Liebster                    | Romania Farkas Paneth Marin Vasile-Goldberger Viktor Vladone | Polonia Alojzy Ehrlich Shimcha Finkelstein Jezierski Samuel Schieff                            |
| 1937 | Baden             | Stati Uniti Abe Berenbaum Robert Blattner James McClure Sol Schiff                                  | Ungheria Viktor Barna Laszlo Bellak Istvan Lovaszy Ferenc Soos Miklós Szabados                                                                                                   | Cecoslovacchia Miloslav Hamr Stanislav Kolář Pavel Löwy Adolf Šlár Bohumil Váňa                |
| 1938 | Wembley           | Ungheria Viktor Barna Laszlo Bellak Ernő Földi Tibor Házi Ferenc Soos                               | Austria Richard Bergmann Helmut Goebel Erich Kaspar Alfred Liebster Karl Schediwy                                                                                                | Cecoslovacchia Miloslav Hamr Stanislav Kolář Adolf Šlár Václav Tereba Bohumil Váňa             |
| 1938 | Wembley           | Ungheria Viktor Barna Laszlo Bellak Ernő Földi Tibor Házi Ferenc Soos                               | Austria Richard Bergmann Helmut Goebel Erich Kaspar Alfred Liebster Karl Schediwy                                                                                                | Stati Uniti Bernard Grimes George Hendry James McClure Lou Pagliaro Sol Schiff                 |
| 1939 | Il Cairo          | Cecoslovacchia Miloslav Hamr Rudolf Karleček Václav Tereba Bohumil Váňa                             | Jugoslavia Žarko Dolinar Tibor Harangozo Adolf Herskovic Ladislav Hexner Max Marinko                                                                                             | Inghilterra Ernest Bubley Ken Hyde Hyman Lurie Ken Stanley Arthur Wilmott                      |
| 1947 | Parigi            | Cecoslovacchia Ivan Andreadis Adolf Šlár Václav Tereba František Tokár Bohumil Váňa                 | Stati Uniti William Holzrichter Dick Miles Lou Pagliaro Sol Schiff | Austria Heinrich Bednar Otto Eckl Johann Hartwich Heribert Just Ferdinand Schuech              |
| 1947 | Parigi            | Cecoslovacchia Ivan Andreadis Adolf Šlár Václav Tereba František Tokár Bohumil Váňa                 | Stati Uniti William Holzrichter Dick Miles Lou Pagliaro Sol Schiff | Francia Alex Agopoff Guy Amouretti Maurice Bordrez Michel Haguenauer Michel Lanskoy            |
| 1948 | Wembley           | Cecoslovacchia Ivan Andreadis Max Marinko Ladislav Štípek František Tokár Bohumil Váňa              | Francia Guy Amouretti Maurice Bordrez Charles Dubouillé Michel Haguenauer Eugène Manchiska                                                                                       | Austria >Heinrich Bednar Rudolf Diwald Otto Eckl Heribert Just Herbert Wunsch                  |
| 1948 | Wembley           | Cecoslovacchia Ivan Andreadis Max Marinko Ladislav Štípek František Tokár Bohumil Váňa              | Francia Guy Amouretti Maurice Bordrez Charles Dubouillé Michel Haguenauer Eugène Manchiska                                                                                       | Stati Uniti Dick Miles Garrett Nash William Price Marty Reisman                                |
| 1949 | Stoccolma         | Ungheria József Kóczián Ferenc Sidó Ferenc Soos László Várkonyi                                     | Cecoslovacchia Ivan Andreadis Max Marinko Ladislav Štípek František Tokár Bohumil Váňa                                                                                           | Inghilterra Viktor Barna Richard Bergmann Johnny Leach Ronald Sharman Aubrey Simons            |
| 1949 | Stoccolma         | Ungheria József Kóczián Ferenc Sidó Ferenc Soos László Várkonyi                                     | Cecoslovacchia Ivan Andreadis Max Marinko Ladislav Štípek František Tokár Bohumil Váňa                                                                                           | Stati Uniti Douglas Cartland James McClure Dick Miles Marty Reisman                            |
| 1950 | Budapest          | Cecoslovacchia Ivan Andreadis Max Marinko Václav Tereba František Tokár Bohumil Váňa                | Ungheria József Farkas József Kóczián Ferenc Sidó Ferenc Soos László Várkonyi | Inghilterra Richard Bergmann Bernard Crouch Johnny Leach Aubrey Simons Harry Venner            |
| 1950 | Budapest          | Cecoslovacchia Ivan Andreadis Max Marinko Václav Tereba František Tokár Bohumil Váňa                | Ungheria József Farkas József Kóczián Ferenc Sidó Ferenc Soos László Várkonyi | Francia Alex Agopoff Michel Haguenauer Michel Lanskoy René Roothooft                           |
| 1951 | Vienna            | Cecoslovacchia Ivan Andreadis Ladislav Štípek Václav Tereba František Tokár Bohumil Váňa            | Ungheria Jozsef Farkas Elemér Gyetvai József Kóczián Ferenc Sidó Kálmán Szepesi                                                                                                  | Jugoslavia Žarko Dolinar Josip Gabric Vilim Harangozo Zdenko Uzorinac Josip Vogrinc            |
| 1952 | Mumbai            | Ungheria Elemér Gyetvai József Kóczián Ferenc Sidó Kálmán Szepesi László Várkonyi                   | Inghilterra Richard Bergmann Adrian Haydon Johnny Leach Aubrey Simons Harry Venner                                                                                               | Hong Kong Cheng Kwok Wing Chung Chin Sing Fu Chi Fong Keung Wing Ning Suh Sui Cho              |
| 1952 | Mumbai            | Ungheria Elemér Gyetvai József Kóczián Ferenc Sidó Kálmán Szepesi László Várkonyi                   | Inghilterra Richard Bergmann Adrian Haydon Johnny Leach Aubrey Simons Harry Venner                                                                                               | Giappone Daisuke Daimon Norikazu Fujii Tadaaki Hayashi Hiroji Satoh                            |
| 1953 | Bucarest          | Inghilterra Richard Bergmann Adrian Haydon Brian Kennedy Johnny Leach Aubrey Simons                 | Ungheria Elemér Gyetvai József Kóczián Miklós Sebők Ferenc Sidó Kálmán Szepesi                                                                                                   | Cecoslovacchia Ivan Andreadis Václav Tereba František Tokár Bohumil Váňa Ludvík Vyhnanovský    |
| 1953 | Bucarest          | Inghilterra Richard Bergmann Adrian Haydon Brian Kennedy Johnny Leach Aubrey Simons                 | Ungheria Elemér Gyetvai József Kóczián Miklós Sebők Ferenc Sidó Kálmán Szepesi                                                                                                   | Francia Guy Amouretti Michel Haguenauer Michel Lanskoy René Roothooft Jean-Claude Sala         |
| 1954 | Wembley           | Giappone Kazuo Kawai Ichiro Ogimura Kichiji Tamasu Yoshio Tomita                                    | Cecoslovacchia Ivan Andreadis Josef Posejpal Adolf Šlár Ladislav Štípek Václav Tereba                                                                                            | Inghilterra Richard Bergmann Kenneth Craigie Johnny Leach Aubrey Simons Harry Venner           |
| 1955 | Utrecht           | Giappone Ichiro Ogimura Kichiji Tamasu Toshiaki Tanaka Yoshio Tomita                                | Cecoslovacchia Ivan Andreadis Ladislav Štípek Václav Tereba Bohumil Váňa Ludvík Vyhnanovský                                                                                      | Inghilterra Richard Bergmann Brian Kennedy Johnny Leach Bryan Merrett Alan Rhodes              |
| 1955 | Utrecht           | Giappone Ichiro Ogimura Kichiji Tamasu Toshiaki Tanaka Yoshio Tomita                                | Cecoslovacchia Ivan Andreadis Ladislav Štípek Václav Tereba Bohumil Váňa Ludvík Vyhnanovský                                                                                      | Ungheria László Földy József Kóczián Ferenc Sidó Josef Somogyi Kálmán Szepesi                  |
| 1956 | Tokyo             | Giappone Ichiro Ogimura Toshiaki Tanaka Yoshio Tomita Keisuke Tsunoda                               | Cecoslovacchia Ivan Andreadis Ladislav Štípek Václav Tereba Ludvík Vyhnanovský                                                                                                   | Cina Cen Huaiguang Hu Bingquan Jiang Yongning Wang Chuanyao Yang Ruihua                        |
| 1956 | Tokyo             | Giappone Ichiro Ogimura Toshiaki Tanaka Yoshio Tomita Keisuke Tsunoda                               | Cecoslovacchia Ivan Andreadis Ladislav Štípek Václav Tereba Ludvík Vyhnanovský                                                                                                   | Romania Matei Gantner Tiberiu Harasztosi Paul Pesch Mircea Popescu Toma Reiter                 |
| 1957 | Stoccolma         | Giappone Toshihiko Miyata Ichiro Ogimura Toshiaki Tanaka Keisuke Tsunoda                            | Ungheria Zoltán Berczik László Földy Elemér Gyetvai Miklós Péterfy Ferenc Sidó                                                                                                   | Cina Fu Qifang Hu Bingquan Jiang Yongning Wang Chuanyao Zhuang Jiafu                           |
| 1957 | Stoccolma         | Giappone Toshihiko Miyata Ichiro Ogimura Toshiaki Tanaka Keisuke Tsunoda                            | Ungheria Zoltán Berczik László Földy Elemér Gyetvai Miklós Péterfy Ferenc Sidó                                                                                                   | Cecoslovacchia Ivan Andreadis Ladislav Štípek Václav Tereba František Tokár Ludvík Vyhnanovský |
| 1959 | Dortmund          | Giappone Nobuya Hoshino Teruo Murakami Seiji Narita Ichiro Ogimura                                  | Ungheria Zoltán Berczik Zoltán Bubonyi László Földy László Pigniczki Ferenc Sidó                                                                                                 | Cina Jiang Yongning Rong Guotuan Wang Chuanyao Xu Yinsheng Yang Ruihua                         |
| 1959 | Dortmund          | Giappone Nobuya Hoshino Teruo Murakami Seiji Narita Ichiro Ogimura                                  | Ungheria Zoltán Berczik Zoltán Bubonyi László Földy László Pigniczki Ferenc Sidó                                                                                                 | Vietnam del Sud Lê Văn Tiết Mai Văn Hòa Trần Cảnh Được Trần Văn Liễu                           |
| 1961 | Pechino           | Cina Li Furong Rong Guotuan Wang Chuanyao Xu Yinsheng Zhuang Zedong                                 | Giappone Nobuya Hoshino Koji Kimura Teruo Murakami Ichiro Ogimura Goro Shibutani                                                                                                 | Ungheria Zoltán Berczik László Földy Miklós Péterfy Péter Rózsás Ferenc Sidó                   |
| 1963 | Praga             | Cina Li Furong Wang Jiasheng Xu Yinsheng Zhang Xielin Zhuang Zedong                                 | Giappone Koji Kimura Ken Konaka Keiichi Miki Ichiro Ogimura | Svezia Hans Alsér Stellan Bengtsson Carl-Johan Bernhardt Kjell Johansson                       |
| 1963 | Praga             | Cina Li Furong Wang Jiasheng Xu Yinsheng Zhang Xielin Zhuang Zedong                                 | Giappone Koji Kimura Ken Konaka Keiichi Miki Ichiro Ogimura | Germania Ovest Erich Arndt Ernst Gomolla Dieter Michalek Eberhard Schöler Elmar Stegmann       |
| 1965 | Lubiana           | Cina Li Furong Xu Yinsheng Zhang Xielin Zhou Lansun Zhuang Zedong                                   | Giappone Koji Kimura Ken Konaka Takao Nohira Ichiro Ogimura Hiroshi Takahashi | Corea del Nord Jung Kil-hwa Jung Ryang-woong Kim Chang-ho Kim Jung-sam Pak Sin-il              |
| 1967 | Stoccolma         | Giappone Nobuhiko Hasegawa Hajime Kagimoto Satoru Kawahara Koji Kimura Mitsuru Kono                 | Corea del Nord Jung Ryang-woong Kang Neung-hwa Kim Chang-ho Kim Jung-sam Pak Sin-il                                                                                              | Svezia Hans Alsér Carl-Johan Bernhardt Christer Johansson Kjell Johansson Bo Persson           |
| 1969 | Monaco di Baviera | Giappone Nobuhiko Hasegawa Tetsuo Inoue Shigeo Itoh Kenji Kasai Mitsuru Kono                        | Germania Ovest Bernt Jansen Wilfried Lieck Martin Ness Eberhard Schöler | Jugoslavia Zlatko Cordas Istvan Korpa Antun Stipančić Dragutin Šurbek Edvard Vecko             |
| 1971 | Nagoya            | Cina Li Furong Li Jingguang Liang Geliang Xi Enting Zhuang Zedong                                   | Giappone Nobuhiko Hasegawa Tetsuo Inoue Shigeo Itoh Mitsuru Kono Tokio Tasaka | Jugoslavia Zlatko Cordas Milivoj Karakašević Istvan Korpa Antun Stipančić Dragutin Šurbek      |
| 1973 | Sarajevo          | Svezia Stellan Bengtsson Anders Johansson Kjell Johansson Bo Persson Ingemar Wikström               | Cina Diao Wenyuan Li Jingguang Liang Geliang Xi Enting Xu Shaofa | Giappone Nobuhiko Hasegawa Yujiro Imano Mitsuru Kono Norio Takashima Tokio Tasaka              |
| 1975 | Calcutta          | Cina Li Peng Li Zhenshi Liang Geliang Lu Yuansheng Xu Shaofa                                        | Jugoslavia Milivoj Karakašević Zoran Kosanović Miran Savnić Antun Stipančić Dragutin Šurbek                                                                                      | Svezia Stellan Bengtsson Kjell Johansson Bo Persson Ulf Thorsell Ingemar Wikström              |
| 1977 | Birmingham        | Cina Guo Yuehua Huang Liang Li Zhenshi Liang Geliang Wang Jun                                       | Giappone Tetsuo Inoue Mitsuru Kono Masahiro Maehara Norio Takashima Tokio Tasaka                                                                                                 | Svezia Stellan Bengtsson Åke Grönlund Kjell Johansson Roger Lagerfeldt Ulf Thorsell            |
| 1979 | Pyongyang         | Ungheria Gábor Gergely István Jónyer Tibor Klampár Tibor Kreisz János Takács                        | Cina Guo Yuehua Huang Liang Li Zhenshi Liang Geliang Lu Qiwei | Giappone Hiroyuki Abe Hideo Gotoh Masahiro Maehara Seiji Ono Norio Takashima                   |
| 1981 | Novi Sad          | Cina Cai Zhenhua Guo Yuehua Shi Zhihao Wang Huiyuan Xie Saike                                       | Ungheria Gábor Gergely István Jónyer Tibor Klampár Tibor Kreisz Zsolt Kriston | Giappone Hiroyuki Abe Hideo Gotoh Masahiro Maehara Seiji Ono Norio Takashima                   |
| 1983 | Tokyo             | Cina Cai Zhenhua Fan Changmao Guo Yuehua Jiang Jialiang Xie Saike                                   | Svezia Mikael Appelgren Stellan Bengtsson Ulf Bengtsson Erik Lindh Jan-Ove Waldner                                                                                               | Ungheria Gábor Gergely István Jónyer Zoltán Káposztás Zsolt Kriston János Molnár               |
| 1985 | Göteborg          | Cina Chen Longcan Chen Xinhua Jiang Jialiang Wang Huiyuan Xie Saike                                 | Svezia Mikael Appelgren Ulf Bengtsson Ulf Carlsson Erik Lindh Jan-Ove Waldner | Polonia Stefan Dryszel Andrzej Grubba Andrzej Jakubowicz Leszek Kucharski Norbert Mnich        |
| 1987 | Nuova Delhi       | Cina Chen Longcan Chen Xinhua Jiang Jialiang Teng Yi Wang Hao                                       | Svezia Mikael Appelgren Ulf Carlsson Erik Lindh Jörgen Persson Jan-Ove Waldner                                                                                                   | Corea del Nord Chu Jong-chol Hong Chol Hong Sun Kim Song-hui Ri Gun-sang                       |
| 1989 | Dortmund          | Svezia Mikael Appelgren Peter Karlsson Erik Lindh Jörgen Persson Jan-Ove Waldner                    | Cina Chen Longcan Jiang Jialiang Ma Wenge Teng Yi Yu Shentong | Corea del Nord Chu Jong-chol Kim Song-hui Ri Gun-sang Yun Mun-song                             |
| 1991 | Chiba             | Svezia Mikael Appelgren Peter Karlsson Erik Lindh Jörgen Persson Jan-Ove Waldner                    | Jugoslavia Zoran Kalinić Ilija Lupulesku Zoran Primorac Robert Smrekar | Cecoslovacchia Milan Grman Tomáš Janči Petr Javurek Petr Korbel Roland Vimi                    |
| 1993 | Göteborg          | Svezia Mikael Appelgren Peter Karlsson Erik Lindh Jörgen Persson Jan-Ove Waldner                    | Cina Liu Guoliang Lu Lin Ma Wenge Wang Hao Wang Tao Zhang Lei | Germania Oliver Alke Steffen Fetzner Peter Franz Richard Prause Jörg Rosskopf                  |
| 1995 | Tientsin          | Cina Ding Song Kong Linghui Liu Guoliang Ma Wenge Wang Tao                                          | Svezia Mikael Appelgren Peter Karlsson Erik Lindh Jörgen Persson Jan-Ove Waldner                                                                                                 | Corea del Sud Chu Kyo-sung Kim Bong-chul Kim Taek-soo Lee Chul-seung Yoo Nam-kyu               |
| 1997 | Manchester        | Cina Ding Song Kong Linghui Liu Guoliang Ma Wenge Wang Tao                                          | Francia Nicolas Chatelain Patrick Chila Damien Eloi Jean-Philippe Gatien Christophe Legoût                                                                                       | Corea del Sud Chu Kyo-sung Kim Taek-soo Lee Chul-seung Oh Sang-eun Yoo Nam-kyu                 |
| 2000 | Kuala Lumpur      | Svezia Fredrik Håkansson Peter Karlsson Jörgen Persson Jan-Ove Waldner                              | Cina Kong Linghui Liu Guoliang Liu Guozheng Ma Lin Wang Liqin | Italia Umberto Giardina Massimiliano Mondello Valentino Piacentini Yang Min                    |
| 2000 | Kuala Lumpur      | Svezia Fredrik Håkansson Peter Karlsson Jörgen Persson Jan-Ove Waldner                              | Cina Kong Linghui Liu Guoliang Liu Guozheng Ma Lin Wang Liqin | Giappone Seiko Iseki Kōji Matsushita Hiroshi Shibutani Toshio Tasaki Ryo Yuzawa                |
| 2001 | Osaka             | Cina Kong Linghui Liu Guoliang Liu Guozheng Ma Lin Wang Liqin                                       | Belgio Martin Bratanov Marc Closset Andras Podpinka Jean-Michel Saive Philippe Saive                                                                                             | Corea del Sud Joo Se-hyuk Kim Taek-soo Lee Chul-seung Oh Sang-eun Ryu Seung-min                |
| 2001 | Osaka             | Cina Kong Linghui Liu Guoliang Liu Guozheng Ma Lin Wang Liqin                                       | Belgio Martin Bratanov Marc Closset Andras Podpinka Jean-Michel Saive Philippe Saive                                                                                             | Svezia Fredrik Håkansson Peter Karlsson Magnus Molin Jörgen Persson Jan-Ove Waldner            |
| 2004 | Doha              | Cina Kong Linghui Liu Guozheng Ma Lin Wang Hao Wang Liqin                                           | Germania Timo Boll Zoltan Fejer-Konnerth Jörg Rosskopf Torben Wosik Christian Süß                                                                                                | Corea del Sud Joo Se-hyuk Kim Jung-hoon Kim Taek-soo Oh Sang-eun Ryu Seung-min                 |
| 2006 | Brema             | Cina Chen Qi Ma Lin Ma Long Wang Hao Wang Liqin                                                     | Corea del Sud Joo Se-hyuk Lee Jung-woo Lim Jae-hyun Oh Sang-eun Ryu Seung-min | Germania Timo Boll Zoltan Fejer-Konnerth Jörg Rosskopf Bastian Steger Christian Süß            |
| 2006 | Brema             | Cina Chen Qi Ma Lin Ma Long Wang Hao Wang Liqin                                                     | Corea del Sud Joo Se-hyuk Lee Jung-woo Lim Jae-hyun Oh Sang-eun Ryu Seung-min | Hong Kong Cheung Yuk Ko Lai Chak Leung Chu Yan Li Ching Tse Ka Chun                            |
| 2008 | Canton            | Cina Chen Qi Ma Lin Ma Long Wang Hao Wang Liqin                                                     | Corea del Sud Joo Se-hyuk Kim Jung-hoon Lee Jin-kwon Lee Jung-woo Ryu Seung-min                                                                                                  | Hong Kong Cheung Yuk Ko Lai Chak Leung Chu Yan Li Ching Tang Peng                              |
| 2008 | Canton            | Cina Chen Qi Ma Lin Ma Long Wang Hao Wang Liqin                                                     | Corea del Sud Joo Se-hyuk Kim Jung-hoon Lee Jin-kwon Lee Jung-woo Ryu Seung-min                                                                                                  | Giappone Yo Kan Seiya Kishikawa Jun Mizutani Hidetoshi Oya Kaii Yoshida                        |
| 2010 | Mosca             | Cina Ma Lin Ma Long Wang Hao Xu Xin Zhang Jike                                                      | Germania Patrick Baum Timo Boll Dimitrij Ovtcharov Bastian Steger Christian Süß                                                                                                  | Giappone Kazuhiro Chan Seiya Kishikawa Kenta Matsudaira Jun Mizutani Kaii Yoshida              |
| 2010 | Mosca             | Cina Ma Lin Ma Long Wang Hao Xu Xin Zhang Jike                                                      | Germania Patrick Baum Timo Boll Dimitrij Ovtcharov Bastian Steger Christian Süß                                                                                                  | Corea del Sud Cho Eon-rae Jeoung Young-sik Joo Se-hyuk Oh Sang-eun Ryu Seung-min               |
| 2012 | Dortmund          | Cina Ma Lin Ma Long Wang Hao Xu Xin Zhang Jike                                                      | Germania Patrick Baum Timo Boll Dimitrij Ovtcharov Bastian Steger Christian Süß                                                                                                  | Giappone Seiya Kishikawa Kenji Matsudaira Jun Mizutani Kōki Niwa Maharu Yoshimura              |
| 2012 | Dortmund          | Cina Ma Lin Ma Long Wang Hao Xu Xin Zhang Jike                                                      | Germania Patrick Baum Timo Boll Dimitrij Ovtcharov Bastian Steger Christian Süß                                                                                                  | Corea del Sud Jeoung Young-sik Joo Se-hyuk Kim Min-seok Oh Sang-eun Ryu Seung-min              |
| 2014 | Tokyo             | Cina Fan Zhendong Ma Long Wang Hao Xu Xin Zhang Jike                                                | Germania Timo Boll Patrick Franziska Steffen Mengel Dimitrij Ovtcharov | Taipei cinese Chen Chien-an Chiang Hung-chieh Chuang Chih-yuan Huang Sheng-sheng Wu Chih-chi   |
| 2014 | Tokyo             | Cina Fan Zhendong Ma Long Wang Hao Xu Xin Zhang Jike                                                | Germania Timo Boll Patrick Franziska Steffen Mengel Dimitrij Ovtcharov | Giappone Seiya Kishikawa Kenta Matsudaira Jun Mizutani Kōki Niwa Masato Shiono                 |
| 2016 | Kuala Lumpur      | Cina Fan Zhendong Fang Bo Ma Long Xu Xin Zhang Jike                                                 | Giappone Kenta Matsudaira Jun Mizutani Kōki Niwa Yuya Oshima Maharu Yoshimura | Inghilterra Alan Cooke Paul Drinkhall Liam Pitchford Sam Walker                                |
| 2016 | Kuala Lumpur      | Cina Fan Zhendong Fang Bo Ma Long Xu Xin Zhang Jike                                                 | Giappone Kenta Matsudaira Jun Mizutani Kōki Niwa Yuya Oshima Maharu Yoshimura | Corea del Sud Jang Woo-jin Jeong Sang-eun Jeoung Young-sik Joo Sae-hyuk Lee Sang-su            |
| 2018 | Halmstad          | Cina Fan Zhendong Lin Gaoyuan Ma Long Wang Chuqin Xu Xin                                            | Germania Timo Boll Ruwen Filus Patrick Franziska Dimitrij Ovtcharov Bastian Steger                                                                                               | Corea del Sud Jang Woo-jin Jeoung Young-sik Kim Dong-hyun Lee Sang-su Lim Jong-hoon            |
| 2018 | Halmstad          | Cina Fan Zhendong Lin Gaoyuan Ma Long Wang Chuqin Xu Xin                                            | Germania Timo Boll Ruwen Filus Patrick Franziska Dimitrij Ovtcharov Bastian Steger                                                                                               | Svezia Anton Källberg Kristian Karlsson Mattias Karlsson Truls Möregårdh Jon Persson           |
| 2022 | Chengdu           | Cina Fan Zhendong Liang Jingkun Lin Gaoyuan Ma Long Wang Chuqin                                     | Germania Benedikt Duda Fanbo Meng Dang Qiu Kay Stumper Ricardo Walther | Giappone Tomokazu Harimoto Mizuki Oikawa Shunsuke Togami Jo Yokotani                           |
| 2022 | Chengdu           | Cina Fan Zhendong Liang Jingkun Lin Gaoyuan Ma Long Wang Chuqin                                     | Germania Benedikt Duda Fanbo Meng Dang Qiu Kay Stumper Ricardo Walther | Corea del Sud An Jae-hyun Cho Dae-seong Cho Seung-min Hwang Min-ha Jang Woo-jin                |

#### Femminili
| Anno | Sede              | Oro                                                                                    | Argento | Bronzo |
| ---- | ----------------- | -------------------------------------------------------------------------------------- | --- | --- |
| 1934 | Parigi            | Germania Anita Felguth Annemarie Haensch Astrid Krebsbach Mona Müller-Rüster           | Ungheria Magda Gál Mária Mednyánszky Anna Sipos                                                              | Cecoslovacchia Marie Kettnerová Marie Šmídová Jozka Veselska                                                                 |
| 1935 | Wembley           | Cecoslovacchia Marie Kettnerová Gertrude Kleinová Marie Šmídová                        | Ungheria Magda Gál Mária Mednyánszky Anna Sipos                                                              | Germania Hilde Bussmann Anita Felguth Astrid Krebsbach                                                                       |
| 1936 | Praga             | Cecoslovacchia Marie Kettnerová Gertrude Kleinová Marie Šmídová Věra Votrubcová        | Germania Hilde Bussmann Anita Felguth Astrid Krebsbach Stati Uniti Ruth Aarons Corinne Migneco Jessie Purves | Non assegnato |
| 1937 | Baden             | Stati Uniti Ruth Aarons Emily Fuller Dolores Kuenz Jessie Purves                       | Germania Hilde Bussmann Astrid Hobohm-Krebsbach Annemarie Schulz                                             | Cecoslovacchia Vlasta Depetrisová Marie Kettnerová Podhajecka Věra Votrubcová                                                |
| 1938 | Wembley           | Cecoslovacchia Vlasta Depetrisová Jindriska Holubkova Marie Kettnerová Věra Votrubcová | Inghilterra Dora Emdin Phyllis Hodgkinson Doris Jordan Margaret Osborne                                      | Austria Zita Lemo Gertrude Pritzi                                                                                            |
| 1939 | Il Cairo          | Germania Hilde Bussmann Gertrude Pritzi                                                | Cecoslovacchia Vlasta Depetrisová Marie Kettnerová Věra Votrubcová                                           | Romania Angelica Adelstein Sari Kolozsvári                                                                                   |
| 1947 | Parigi            | Inghilterra Elizabeth Blackbourn Vera Dace Margaret Franks Margaret Osborne-Knott      | Ungheria Éva Anderlik Gizella Farkas Rozsi Karpati Béla Vermes                                               | Cecoslovacchia Vlasta Depetrisová Eliška Fürstová Marie Kettnerová Věra Votrubcová                                           |
| 1947 | Parigi            | Inghilterra Elizabeth Blackbourn Vera Dace Margaret Franks Margaret Osborne-Knott      | Ungheria Éva Anderlik Gizella Farkas Rozsi Karpati Béla Vermes                                               | Stati Uniti Mae Clouther Davida Hawthorn Reba Monness Leah Thall                                                             |
| 1948 | Wembley           | Inghilterra Dora Beregi Margaret Franks Elizabeth Steventon Vera Thomas                | Ungheria Gizella Farkas Loretta Gyorgy Rozsi Karpati                                                         | Cecoslovacchia Eliška Fürstová Marie Kettnerová Vlasta Depetrisová-Pokorna Marie Zelenková                                   |
| 1948 | Wembley           | Inghilterra Dora Beregi Margaret Franks Elizabeth Steventon Vera Thomas                | Ungheria Gizella Farkas Loretta Gyorgy Rozsi Karpati                                                         | Romania G Beca Sari Kolozsvári Despina Mavrocordat Angelica Rozeanu                                                          |
| 1949 | Stoccolma         | Stati Uniti Peggy McLean Mildred Shahian Thelma Thall                                  | Inghilterra Pinkie Barnes Joan Crosby Margaret Franks Adele Wood                                             | Francia Huguette Béolet Jeanne Delay Yolande Vannoni                                                                         |
| 1949 | Stoccolma         | Stati Uniti Peggy McLean Mildred Shahian Thelma Thall                                  | Inghilterra Pinkie Barnes Joan Crosby Margaret Franks Adele Wood                                             | Ungheria Gizella Farkas Rozsi Karpati Erzsébet Mezei                                                                         |
| 1950 | Budapest          | Romania Sari Kolozsvári Angelica Rozeanu Luci Slavescu                                 | Ungheria Gizella Farkas Rozsi Karpati Ilona Király Ilona Solyom                                              | Inghilterra Pinkie Barnes Dora Devenney Margaret Franks Vera Thomas                                                          |
| 1950 | Budapest          | Romania Sari Kolozsvári Angelica Rozeanu Luci Slavescu                                 | Ungheria Gizella Farkas Rozsi Karpati Ilona Király Ilona Solyom                                              | Cecoslovacchia Eliška Fürstová Květa Hrušková Marie Kettnerová Ida Koťátková                                                 |
| 1951 | Vienna            | Romania Paraschiva Patulea Angelica Rozeanu Sari Szasz Ella Zeller                     | Austria Gertrude Pritzi Ermelinde Wertl Gertrude Wutzl                                                       | Inghilterra Margaret Franks Joyce Roberts Diane Rowe Rosalind Rowe                                                           |
| 1951 | Vienna            | Romania Paraschiva Patulea Angelica Rozeanu Sari Szasz Ella Zeller                     | Austria Gertrude Pritzi Ermelinde Wertl Gertrude Wutzl                                                       | Galles Audrey Bates Audrey Coombs Betty Gray                                                                                 |
| 1952 | Mumbai            | Giappone Shizuka Narahara Tomie Nishimura                                              | Romania Angelica Rozeanu Sari Szasz Ella Zeller                                                              | Inghilterra Kathleen Best Margaret Franks Diane Rowe Rosalind Rowe                                                           |
| 1953 | Bucarest          | Romania Angelica Rozeanu Sari Szasz Ella Zeller                                        | Inghilterra Kathleen Best Diane Rowe Rosalind Rowe                                                           | Austria >Friederike Lauber Gertrude Pritzi Ermelinde Wertl                                                                   |
| 1953 | Bucarest          | Romania Angelica Rozeanu Sari Szasz Ella Zeller                                        | Inghilterra Kathleen Best Diane Rowe Rosalind Rowe                                                           | Ungheria Zsuzsa Fantusz Gizella Gervai Éva Kóczián Agnes Simon                                                               |
| 1954 | Wembley           | Giappone Fujie Eguchi Hideko Goto Yoshiko Tanaka Kiiko Watanabe                        | Ungheria Gizella Gervai Ilona Kerekes Éva Kóczián Agnes Simon                                                | Inghilterra Kathleen Best Ann Haydon Diane Rowe Rosalind Rowe                                                                |
| 1955 | Utrecht           | Romania Angelica Rozeanu Sari Szasz Ella Zeller                                        | Giappone Fujie Eguchi Shizuka Narahara Yoshiko Tanaka Kiiko Watanabe                                         | Inghilterra Ann Haydon Diane Rowe Rosalind Rowe Jean Winn                                                                    |
| 1956 | Tokyo             | Romania Angelica Rozeanu Ella Zeller                                                   | Inghilterra Ann Haydon Jill Rook Diane Rowe                                                                  | Giappone Fujie Eguchi Tomi Okawa Yoshiko Tanaka Kiiko Watanabe                                                               |
| 1957 | Stoccolma         | Giappone Fujie Eguchi Taeko Namba Tomi Okawa Kiiko Watanabe                            | Romania Maria Golopenta Angelica Rozeanu Ella Zeller                                                         | Cina Qiu Zhonghui Sun Meiying Ye Peiqiong                                                                                    |
| 1959 | Dortmund          | Giappone Fujie Eguchi Kimiyo Matsuzaki Taeko Namba Kazuko Yamaizumi                    | Corea del Sud Cho Kyung-ja Choi Kyung-ja Hwang Yool-ja Lee Chong-hi                                          | Cina Qiu Zhonghui Sun Meiying Ye Peiqiong                                                                                    |
| 1961 | Pechino           | Giappone Kazuko Ito-Yamaizumi Kimiyo Matsuzaki Tomi Okawa Masako Seki                  | Cina Han Yuzhen Hu Keming Qiu Zhonghui Sun Meiying                                                           | Romania Maria Alexandru Maria Catrinel Folea Georgeta Pitică                                                                 |
| 1963 | Praga             | Giappone Kazuko Ito-Yamaizumi Kimiyo Matsuzaki Masako Seki Noriko Yamanaka             | Romania Maria Alexandru Ella Constantinescu Maria Catrinel Folea Georgeta Pitică                             | Cina Liang Lizhen Qiu Zhonghui Sun Meiying Wang Jian                                                                         |
| 1963 | Praga             | Giappone Kazuko Ito-Yamaizumi Kimiyo Matsuzaki Masako Seki Noriko Yamanaka             | Romania Maria Alexandru Ella Constantinescu Maria Catrinel Folea Georgeta Pitică                             | Ungheria Éva Kóczián-Földy Erzsebet Heirits Sarolta Lukacs Eva Poor                                                          |
| 1965 | Lubiana           | Cina Li Henan Liang Lizhen Lin Huiqing Zheng Minzhi                                    | Giappone Naoko Fukatsu Tsunao Isomura Masako Seki Noriko Yamanaka                                            | Inghilterra Lesley Bell Irene Ogus Diane Rowe Mary Shannon                                                                   |
| 1967 | Stoccolma         | Giappone Naoko Fukatsu Saeko Hirota Sachiko Morisawa Noriko Yamanaka                   | Unione Sovietica Laima Balaišytė Svetlana Grinberg Signe Paisjärv Zoja Rudnova                               | Ungheria Erzsebet Jurik Beatrix Kisházi Éva Kóczián Sarolta Lukacs                                                           |
| 1969 | Monaco di Baviera | Unione Sovietica Laima Amelina Svetlana Grinberg Rita Pogosova Zoja Rudnova            | Romania Maria Alexandru Carmen Crișan Eleonora Mihalca                                                       | Giappone Saeko Hirota Yasuko Konno Toshiko Kowada Sachiko Morisawa                                                           |
| 1971 | Nagoya            | Giappone Yasuko Konno Toshiko Kowada Emiko Ohba Yukie Ozeki                            | Cina Li Li Lin Huiqing Lin Meiqun Zheng Minzhi                                                               | Corea del Sud Choi Jung-sook Chung Hyun-sook Lee Ailesa Na In-sook                                                           |
| 1973 | Sarajevo          | Corea del Sud Chung Hyun-sook Kim Soon-ok Lee Ailesa Park Mi-ra                        | Cina Hu Yulan Zhang Li Zheng Huaiying Zheng Minzhi                                                           | Giappone Tomie Edano Miho Hamada Yukie Ohzeki Sachiko Yokota                                                                 |
| 1975 | Calcutta          | Cina Ge Xin'ai Hu Yulan Zhang Li Zheng Huaiying                                        | Corea del Sud Chung Hyun-sook Kim Soon-ok Lee Ailesa Sung Nak-so                                             | Giappone Tomie Edano Yukie Ozeki Shoko Takahashi Sachiko Yokota                                                              |
| 1977 | Birmingham        | Cina Ge Xin'ai Zhang Deying Zhang Li Zhu Xiangyun                                      | Corea del Sud Chung Hyun-sook Kim Soon-ok Lee Ailesa Lee Ki-won                                              | Corea del Nord Kim Chang-ae Pak Yong-ok Pak Yung-sun Li Song-suk                                                             |
| 1979 | Pyongyang         | Cina Cao Yanhua Ge Xin'ai Zhang Deying Zhang Li                                        | Corea del Nord Hong Gil-soon Pak Yong-ok Pak Yung-sun Li Song-suk                                            | Giappone Kayoko Kawahigashi Yoshiko Shimauchi Kayo Sugaya Shoko Takahashi                                                    |
| 1981 | Novi Sad          | Cina Cao Yanhua Qi Baoxiang Tong Ling Zhang Deying                                     | Corea del Sud An Hae-sook Hwang Nam-sook Kim Kyung-ja Lee Soo-ja                                             | Corea del Nord Kim Gyong-sun Pak Yung-sun Li Song-suk                                                                        |
| 1983 | Tokyo             | Cina Cao Yanhua Geng Lijuan Ni Xialian Tong Ling                                       | Giappone Mika Hoshino Emiko Kanda Fumiko Shinpo Tomoko Tamura                                                | Corea del Nord Chang Yong-ok Kim Gyong-sun Li Bun-hui Li Song-suk                                                            |
| 1985 | Göteborg          | Cina Dai Lili Geng Lijuan He Zhili Tong Ling                                           | Corea del Nord Cho Jong-hui Han Hye-song Li Bun-hui Pang Chun-dok                                            | Corea del Sud Lee Soo-ja Lee Sun Yang Young-ja Yoon Kyung-mi                                                                 |
| 1987 | Nuova Delhi       | Cina Chen Jing Dai Lili Jiao Zhimin Li Huifen                                          | Corea del Sud Baek Soon-ae Hong Soon-hwa Hyun Jung-hwa Yang Young-ja                                         | Ungheria Csilla Bátorfi Szilvia Káhn Krisztina Nagy Edit Urban                                                               |
| 1989 | Dortmund          | Cina Chen Jing Chen Zihe Hu Xiaoxin Li Huifen                                          | Corea del Sud Hong Soon-hwa Hyun Jung-hwa Kim Young-mi Kwon Mi-sook                                          | Hong Kong Chai Po Wa Chan Tan Lui Hui So Hung Mok Ka Sha                                                                     |
| 1991 | Chiba             | Corea unificata Hong Cha-ok Hyun Jung-hwa Li Bun-hui Yu Sun-bok                        | Cina Chen Zihe Deng Yaping Gao Jun Qiao Hong                                                                 | Francia Emmanuelle Coubat Sandrine Derrien Xiaoming Wang-Dréchou Agnès Le Lannic                                             |
| 1993 | Göteborg          | Cina Chen Zihe Deng Yaping Gao Jun Qiao Hong                                           | Corea del Nord An Hui-suk Li Bun-hui Wi Bok-sun Yu Sun-bok                                                   | Corea del Sud Hong Cha-ok Hong Soon-hwa Hyun Jung-hwa Park Hae-jung                                                          |
| 1995 | Tientsin          | Cina Deng Yaping Liu Wei Qiao Hong Qiao Yunping                                        | Corea del Sud Kim Moo-kyo Park Hae-jung Park Kyung-ae Ryu Ji-hye                                             | Hong Kong Chai Po Wa Chan Tan Lui Tong Wun Wan Shuk Kwan                                                                     |
| 1997 | Manchester        | Cina Deng Yaping Li Ju Wang Chen Wang Nan Yang Ying                                    | Corea del Nord Kim Hyon-hui Tu Jong-sil Wi Bok-sun                                                           | Germania Christina Fischer Olga Nemeș Elke Schall Jie Schöpp Nicole Struse                                                   |
| 2000 | Kuala Lumpur      | Cina Li Ju Sun Jin Wang Hui Wang Nan Zhang Yining                                      | Taipei cinese Chen Jing Lu Yun-feng Pan Li-chun Tsui Hsiu-li Xu Jing                                         | Romania Otilia Bădescu Ana Gogorita Antonela Manac Mihaela Steff                                                             |
| 2000 | Kuala Lumpur      | Cina Li Ju Sun Jin Wang Hui Wang Nan Zhang Yining                                      | Taipei cinese Chen Jing Lu Yun-feng Pan Li-chun Tsui Hsiu-li Xu Jing                                         | Corea del Sud Kim Moo-kyo Lee Eun-sil Park Hae-jung Ryu Ji-hye Seok Eun-mi                                                   |
| 2001 | Osaka             | Cina Li Ju Sun Jin Wang Nan Yang Ying Zhang Yining                                     | Corea del Nord Kim Hyang-mi Kim Hyon-hui Kim Mi-yong Kim Yun-mi Tu Jong-sil                                  | Giappone Junko Haneyoshi An Konishi Yuka Nishii Keiko Okazaki Yoshie Takada                                                  |
| 2001 | Osaka             | Cina Li Ju Sun Jin Wang Nan Yang Ying Zhang Yining                                     | Corea del Nord Kim Hyang-mi Kim Hyon-hui Kim Mi-yong Kim Yun-mi Tu Jong-sil                                  | Corea del Sud Jun Hye-kyung Kim Moo-kyo Lee Eun-sil Ryu Ji-hye Seok Eun-mi                                                   |
| 2004 | Doha              | Cina Guo Yue Li Ju Niu Jianfeng Wang Nan Zhang Yining                                  | Hong Kong Lau Sui Fei Song Ah Sim Tie Ya Na Yu Kwok See Zhang Rui                                            | Giappone Ai Fujinuma Ai Fukuhara Sayaka Hirano Naoko Taniguchi Aya Umemura                                                   |
| 2006 | Brema             | Cina Guo Yan Guo Yue Li Xiaoxia Wang Nan Zhang Yining                                  | Hong Kong Lau Sui Fei Lin Ling Tie Ya Na Yu Kwok See Zhang Rui                                               | Bielorussia Tatsiana Kostromina Veronika Pavlovich Viktoria Pavlovich Aleksandra Privalova                                   |
| 2006 | Brema             | Cina Guo Yan Guo Yue Li Xiaoxia Wang Nan Zhang Yining                                  | Hong Kong Lau Sui Fei Lin Ling Tie Ya Na Yu Kwok See Zhang Rui                                               | Giappone Ai Fujinuma Ai Fukuhara Haruna Fukuoka Sayaka Hirano Saki Kanazawa                                                  |
| 2008 | Canton            | Cina Guo Yan Guo Yue Li Xiaoxia Wang Nan Zhang Yining                                  | Singapore Feng Tianwei Li Jiawei Sun Beibei Wang Yuegu Yu Mengyu                                             | Hong Kong Jiang Huajun Lau Sui Fei Lin Ling Tie Ya Na Zhang Rui                                                              |
| 2008 | Canton            | Cina Guo Yan Guo Yue Li Xiaoxia Wang Nan Zhang Yining                                  | Singapore Feng Tianwei Li Jiawei Sun Beibei Wang Yuegu Yu Mengyu                                             | Giappone Hiroko Fujii Ai Fukuhara Haruna Fukuoka Sayaka Hirano Kasumi Ishikawa                                               |
| 2010 | Mosca             | Singapore Feng Tianwei Li Jiawei Sun Beibei Wang Yuegu Yu Mengyu                       | Cina Ding Ning Guo Yan Guo Yue Li Xiaoxia Liu Shiwen                                                         | Germania Elke Schall Kristin Silbereisen Sabine Winter Wu Jiaduo                                                             |
| 2010 | Mosca             | Singapore Feng Tianwei Li Jiawei Sun Beibei Wang Yuegu Yu Mengyu                       | Cina Ding Ning Guo Yan Guo Yue Li Xiaoxia Liu Shiwen                                                         | Giappone Hiroko Fujii Ai Fujinuma Ai Fukuhara Sayaka Hirano Kasumi Ishikawa                                                  |
| 2012 | Dortmund          | Cina Ding Ning Guo Yan Guo Yue Li Xiaoxia Liu Shiwen                                   | Singapore Feng Tianwei Li Jiawei Sun Beibei Wang Yuegu Yu Mengyu                                             | Hong Kong Jiang Huajun Lee Ho Ching Ng Wing Nam Tie Ya Na Yu Kwok See                                                        |
| 2012 | Dortmund          | Cina Ding Ning Guo Yan Guo Yue Li Xiaoxia Liu Shiwen                                   | Singapore Feng Tianwei Li Jiawei Sun Beibei Wang Yuegu Yu Mengyu                                             | Corea del Sud Dang Ye-seo Kim Kyung-ah Park Mi-young Seok Ha-jung Yang Ha-eun                                                |
| 2014 | Tokyo             | Cina Chen Meng Ding Ning Li Xiaoxia Liu Shiwen Zhu Yuling                              | Giappone Sayaka Hirano Yuka Ishigaki Kasumi Ishikawa Sakura Mori Saki Tashiro                                | Hong Kong Doo Hoi Kem Jiang Huajun Lee Ho Ching Ng Wing Nam Tie Ya Na                                                        |
| 2014 | Tokyo             | Cina Chen Meng Ding Ning Li Xiaoxia Liu Shiwen Zhu Yuling                              | Giappone Sayaka Hirano Yuka Ishigaki Kasumi Ishikawa Sakura Mori Saki Tashiro                                | Singapore Feng Tianwei Isabelle Li Yee Herng Hwee Yu Mengyu                                                                  |
| 2016 | Kuala Lumpur      | Cina Chen Meng Ding Ning Li Xiaoxia Liu Shiwen Zhu Yuling                              | Giappone Ai Fukuhara Yui Hamamoto Kasumi Ishikawa Mima Ito Misako Wakamiya                                   | Taipei cinese Chen Szu-yu Cheng Hsien-tzu Cheng I-ching Lin Chia-hui Liu Hsing-yin                                           |
| 2016 | Kuala Lumpur      | Cina Chen Meng Ding Ning Li Xiaoxia Liu Shiwen Zhu Yuling                              | Giappone Ai Fukuhara Yui Hamamoto Kasumi Ishikawa Mima Ito Misako Wakamiya                                   | Corea del Nord Cha Hyo-sim Kim Song-i Ri Mi-gyong Ri Myong-sun                                                               |
| 2018 | Halmstad          | Cina Chen Meng Ding Ning Liu Shiwen Wang Manyu Zhu Yuling                              | Giappone Hina Hayata Miu Hirano Kasumi Ishikawa Mima Ito Miyu Nagasaki                                       | Hong Kong Doo Hoi Kem Lee Ho Ching Mak Tze Wing Ng Wing Nam Minnie Soo                                                       |
| 2018 | Halmstad          | Cina Chen Meng Ding Ning Liu Shiwen Wang Manyu Zhu Yuling                              | Giappone Hina Hayata Miu Hirano Kasumi Ishikawa Mima Ito Miyu Nagasaki                                       | Corea unificata Cha Hyo-sim Choe Hyon-hwa Jeon Ji-hee Kim Ji-ho Kim Nam-hae Kim Song-i Suh Hyo-won Yang Ha-eun Yoo Eun-chong |
| 2022 | Chengdu           | Cina Chen Meng Chen Xingtong Sun Yingsha Wang Manyu Wang Yidi                          | Giappone Hina Hayata Mima Ito Miyuu Kihara Miyu Nagasaki Hitomi Sato                                         | Taipei cinese Chen Szu-yu Cheng I-ching Huang Yi-hua Li Yu-jhun Liu Hsing-yin                                                |
| 2022 | Chengdu           | Cina Chen Meng Chen Xingtong Sun Yingsha Wang Manyu Wang Yidi                          | Giappone Hina Hayata Mima Ito Miyuu Kihara Miyu Nagasaki Hitomi Sato                                         | Germania Han Ying Annett Kaufmann Nina Mittelham Shan Xiaona Sabine Winter                                                   |